# Scanderbeg
Giorgio Castriota, detto Scanderbeg (in albanese: Gjergj Kastrioti Skënderbeu; in turco-ottomano: اسکندر بگ, traslitt. İskender beğ; in latino: Georgius Castriotus Scanderbecus; in italiano noto storicamente anche come Giorgio Castriotto o Scannabecchi; Sinë, 1405 – Alessio, 17 gennaio 1468), è stato un principe e generale albanese che guidò i suoi connazionali alla ribellione contro l'occupazione dell'Albania da parte dei turco-ottomani. È considerato l'eroe nazionale albanese.
Figura balcanica più rappresentativa del XV secolo, fu principe albanese e re d'Epiro. Abile condottiero, stratega e diplomatico di nobile lignaggio, unì i principati d'Albania, animando la resistenza degli Albanesi e bloccando per due decenni l'avanzata dell'Impero ottomano verso l'Europa. Per tale motivo, a seguito delle eroiche imprese conseguite nelle strenua difesa dell'Europa cristiana dall'invasione islamica, ottenne da papa Callisto III l'appellativo di Athleta Christi et Defensor Fidei (Atleta di Cristo e Difensore della Fede) e da papa Pio II quello di "nuovo Alessandro" (con riferimento ad Alessandro Magno). La sua figura divenne ben presto simbolo della libertà tanto agognata dal popolo albanese. Le sue gesta ispirarono in generale nei secoli la letteratura, le arti e il senso identitario del popolo albanese, soprattutto quello della diaspora in Italia, influendo altresì sulla civiltà romantica europea.

## Biografia

### Origini e gioventù
Giorgio Castriota nacque da Giovanni I Castriota (Gjon I Kastrioti), signore di due villaggi, Sinë e Gardi-Bassa, sulle pendici ad ovest del fiume Drin nella regione di Dibër-Mat, nel nord-est dell'odierna Albania, e da Voisava, indicata da Giovanni Musachi come Voisava Tripalda, con cognome secondo alcuni derivato dal popolo "dei Triballi", come gli storici bizantini erano soliti indicare i serbi.

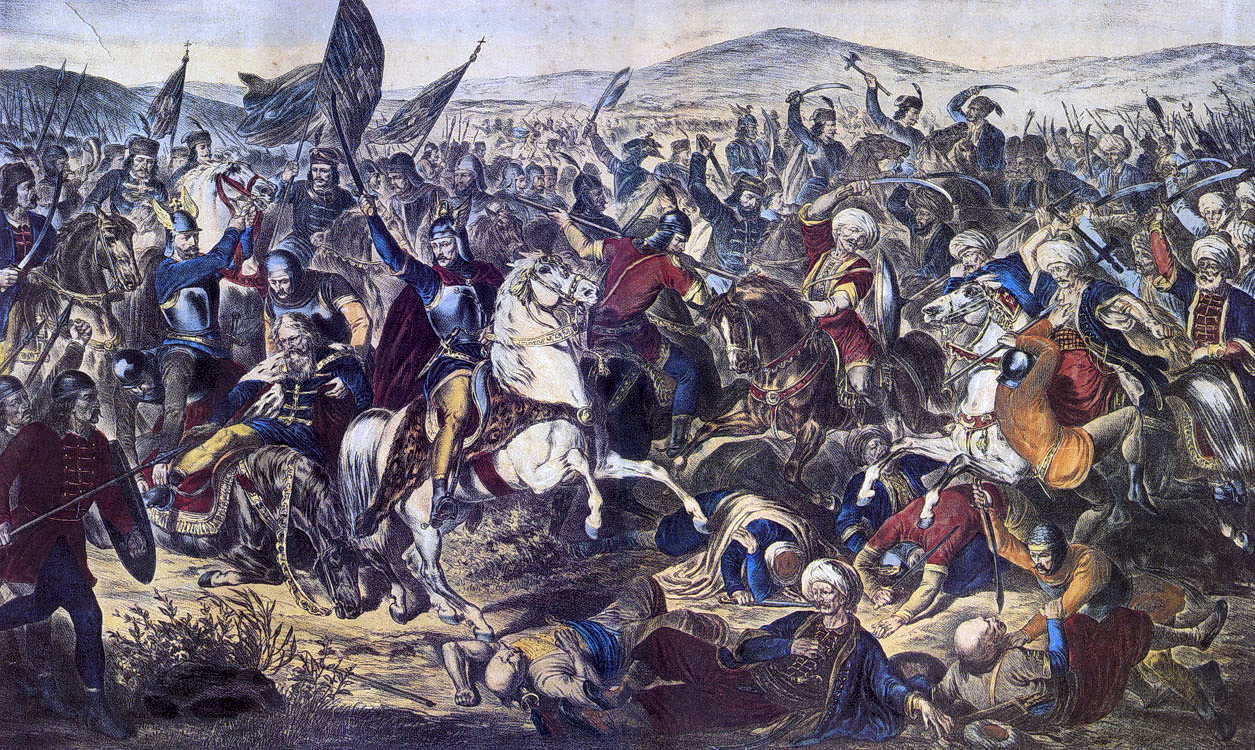
Battaglia della Piana dei Merli, di Adam Stefanović, olio su tela, 1870

Tra la fine del XIV secolo e i primi decenni del XV secolo l'Albania fu occupata dalle forze ottomane, le quali dovettero subito reprimere le rivolte dei principi albanesi.
Il primo progetto di una coalizione balcanica anti-ottomana risale al 1359, appena cinque anni dopo l'arrivo degli ottomani in Europa. I principi albanesi, insieme a quelli bosniaci e bulgari, risposero alla richiesta di aiuto dei serbi contro i conquistatori ottomani. Il 15 giugno 1389 la coalizione balcanica (albanesi, bosniaci, bulgari, valacchi, serbi, ungheresi e dalmati) fu sconfitta nella battaglia della Piana dei Merli da Murad I, sultano dell'Impero ottomano. Giovanni I Castriota combatté al fianco di suo padre Pal, che morì in battaglia. Successivamente, gli ottomani si stabilirono nei Balcani centrali (Macedonia e Bulgaria). I principi albanesi Giovanni I Castriota, Giorgio II Balsha e Teodoro II Muzaka si ritirarono all'interno dei loro confini, dove riuscirono a resistere agli ottomani e fondarono un'entità cristiana albanese che si estendeva dal confine meridionale di Ragusa al golfo di Patrasso. Giovanni I, come molti altri signori albanesi, divenne vassallo ottomano; doveva quindi rendere omaggio al Sultano e sostenere le guerre dello stesso nei Balcani con un suo esercito. Nel 1402 Giovanni sostenne il sultano Bayezid I nella battaglia di Angora (l'odierna Ankara), una battaglia tra gli ottomani e i timuridi nella quale questi ultimi vinsero.

I Balcani meridionali intorno al 1410, con il piccolo regno di Giovanni I Castriota a nord-ovest

Per poter sfuggire alla crescente pressione degli ottomani, Giovanni aveva stabilito buoni rapporti con la Repubblica di Venezia; nel 1406 fu registrato negli archivi veneziani come “dominus partium Albanie” e nel 1409 come ”magnifici domini Johannis Castrioti” e, per ottenere protezione contro gli ottomani, Giovanni era diventato vassallo della Repubblica di Venezia, l'unico paese cattolico a lui vicino. Giovanni Castriota condusse la sua guerra contro gli ottomani senza sosta dal 1407 al 1430, restandone sconfitto almeno quattro volte, nel 1410, 1416, 1428 e 1430. Quando Giovanni nel 1410 subì la prima sconfitta per mano degli ottomani, comunicò a Venezia di essere stato costretto, come pegno per la sua fedeltà, a consegnare al nemico un figlio come ostaggio. Non dice quale: probabilmente sarà stato Stanisha, che com'è noto sposerà una turca dalla quale avrà un figlio con il nome di Hamza Castriota. Nel 1413, nei documenti veneziani, Giovanni viene citato come "dominus partis Bosine". Nel 1415 Giovanni, che aveva ceduto Kruja agli ottomani, dovette riconoscere il sultano come suo Signore, pagandogli un tributo, e il figlio Stanisha, dato in ostaggio agli ottomani nel 1410, poté fare ritorno in patria.
Nel 1420 il territorio di Giovanni si era esteso a est quasi fino a Prizren, nell'odierno Kosovo, e a ovest fino ad Alessio, nell'odierna Albania. Il 28 gennaio 1423 "Juannus Castrioti" divenne "unus ex dominis Albanie" e il 25 febbraio 1420 Giovanni Castriota, con tutti e quattro i suoi figli maschi (Stanisha, Reposh, Costantino e Giorgio) firmò un accordo commerciale con la Repubblica di Ragusa, con il quale furono definite le imposte doganali che i mercanti ragusei dovevano pagare quando attraversavano le terre dei Castriota, da Shufada, a sud di Alessio fino a Prizren. Nel 1422 Giovanni Castriota voltò le spalle a Venezia e si alleò con Stefano Lazarević del Despotato di Serbia, al quale mandò uno dei suoi figli, forse ancora Stanisha, con un esercito di albanesi per combattere contro Scutari, allora veneziana.

Il monastero di Hilandar

Nel 1426 Giovanni, con i quattro figli Stanisha, Reposh, Costantino e Giorgio, sottoscrisse un documento in cui la famiglia faceva dono al monastero di Hilandar, a Monte Athos, delle rendite di due villaggi, Rostusha e Trebishtë, nell'odierna Macedonia del Nord. Forse nello stesso anno, o poco più tardi, Giovanni, Reposh, Costantino e Giorgio comprarono la torre di san Giorgio (detta anche torre albanese) dal suddetto monastero. Dall'assenza di Stanisha nel documento, si deduce che è lui, e non Giorgio, il figlio che Giovanni inviava periodicamente con le sue armate, alleate di volta in volta del sultano o del despota di Serbia.
Nel 1428 Giovanni venne sconfitto nuovamente dagli ottomani e fu costretto a fare pace col sultano: "scrive a Venezia pregandola, […], di non volergliene se il figlio, convertito alla fede musulmana, occupa territori veneziani insieme con l’esercito turco. Da Venezia gli si risponde che lui, come padre, deve servirsi
della sua influenza sul figlio e impedirgli di dar noie alla Repubblica." Non viene detto, neanche in questo caso, di quale figlio si stesse parlando, ma dovrebbe trattarsi di Stanisha. Comunque, sembra verosimile che questo figlio prendesse ordini più dal padre che non dal sultano.
Infine, Giovanni divenne nuovamente alleato di Venezia nella battaglia di Tessalonica (1430), che, dal 1423, apparteneva a Venezia. Giovanni, come i veneziani, fu sconfitto dagli ottomani e le condizioni di pace, questa volta, divennero più pesanti: quattro suoi castelli furono rasi al suolo e due convertiti per alloggiare delle guarnigioni ottomane; le sue terre, in gran parte, vennero poste sotto l'amministrazione ottomana, così che Giovanni si dovette ritirare nella stretta zona montuosa che, come vassallo, gli era stata lasciata. Inoltre, Giovanni doveva pagare al sultano un tributo annuale e lo doveva servire col proprio esercito ovunque sarebbe stato chiamato. A parte Reposh, che, nel frattempo, si era fatto monaco, i suoi tre figli (Stanisha, Costantino e Giorgio) servivano nell’esercito ottomano come alleati; in realtà questa sorta di servizio militare coatto veniva svolto non lontano dai confini albanesi, dove ritornavano appena terminava una missione. Sempre dopo la sconfitta nella battaglia di Tessalonica (1430), Giovanni e i suoi tre figli si convertirono all'Islam, ma, secondo Fan Noli, solo in apparenza. Secondo la testimonianza di papa Pio II e del cronista di Ragusa, Pietro Luccari, lo stesso Giovanni prese il nome musulmano di "Hamza" e i figli Stanisha e Giorgio rispettivamente quello di Karagus e İskender (Alessandro, con riferimento ad Alessandro Magno).

Giovanni Hunyadi, soprannominato Cavaliere Bianco

Intorno al 1436 Scanderbeg doveva essere stato un timariota a Dibër, oppure nei possedimenti di Dhimitër Jonima, alle dipendenze del sanjak-bey di Ocrida perché si presentò davanti a quest’ultimo per chiedergli un certificato di benevolenza (şefkatname), in modo da ottenere il feudo di Misia rimasto vacante e che in precedenza aveva fatto parte dei possedimenti del padre. Fino a quel momento Giorgio Castriota compare col solo nome di İskender; successivamente, tra il 1436 e il 1438, quando il governo ottomano lo nominò subashi (in turco: subaşı) della circoscrizione amministrativa di Kruja, acquisì anche il titolo di Beg, necessario per il nuovo ruolo, divenendo così Skënderbeg(u), forma moderna albanese Skënderbej/beu "Scanderbeg".
Secondo Frashëri, tre cronisti ottomani (Hoca Sadeddin Efendi, Sollak zade e Munecim Başi) affermano che Scanderbeg, nella primavera del 1438, avrebbe organizzato una ribellione che non ebbe successo, costringendolo a chiedere "perdono" al sultano; ritornò quindi ad essere vassallo ottomano. Questo fatto viene confermato dai documenti catastali dove, alla fine del 1438, risulta subashi a Kruja non più Scanderbeg ma un certo Hızır beg, anche se si può supporre che Skanderbeg abbia mantenuto la carica di subashi in qualche altro distretto e che, in questa qualità, abbia preso parte alla maggior parte delle campagne ottomane del periodo, quali la conquista della Serbia e della sua capitale Smederevo nel 1439, il fallito assedio di Belgrado nel 1440 e l'offensiva a nord del Danubio nei pressi dell'attuale Sibiu (Hermannstadt) del 1442, dove le truppe ottomane furono annientate dal capitano generale ungherese Giovanni Hunyadi.
Nel 1438 Giovanni I Castriota e i suoi figli, ritornarono a essere cittadini onorari di Venezia. Nel luglio del 1439 ritornarono ad esserlo anche di Ragusa, ma, con decisione del Senato raguseo, il nome di Giorgio Castriota venne prima scritto e poi depennato. Fan Noli sostiene che "fra i turchi, in tempo di guerre e spedizioni, Giorgio Castriota adottò il soprannome di Scanderbeg; tornando a casa, per un armistizio o un periodo di pace, riprendeva il suo nome cristiano. Fu per questo che i veneziani, sapendolo cristiano, lo riconobbero loro alleato e cittadino onorario nel 1438; e fu per questo che nello stesso anno i ragusei, credendolo musulmano, lo rifiutarono."
Alla morte di Giovanni I Castriota nel 1442, Giorgio ereditò il principato paterno senza fortezze e divenne vassallo e "alleato" del sultano Murad II a cui versava un tributo annuo di 6.000 ducati.

### La lotta per l'indipendenza albanese

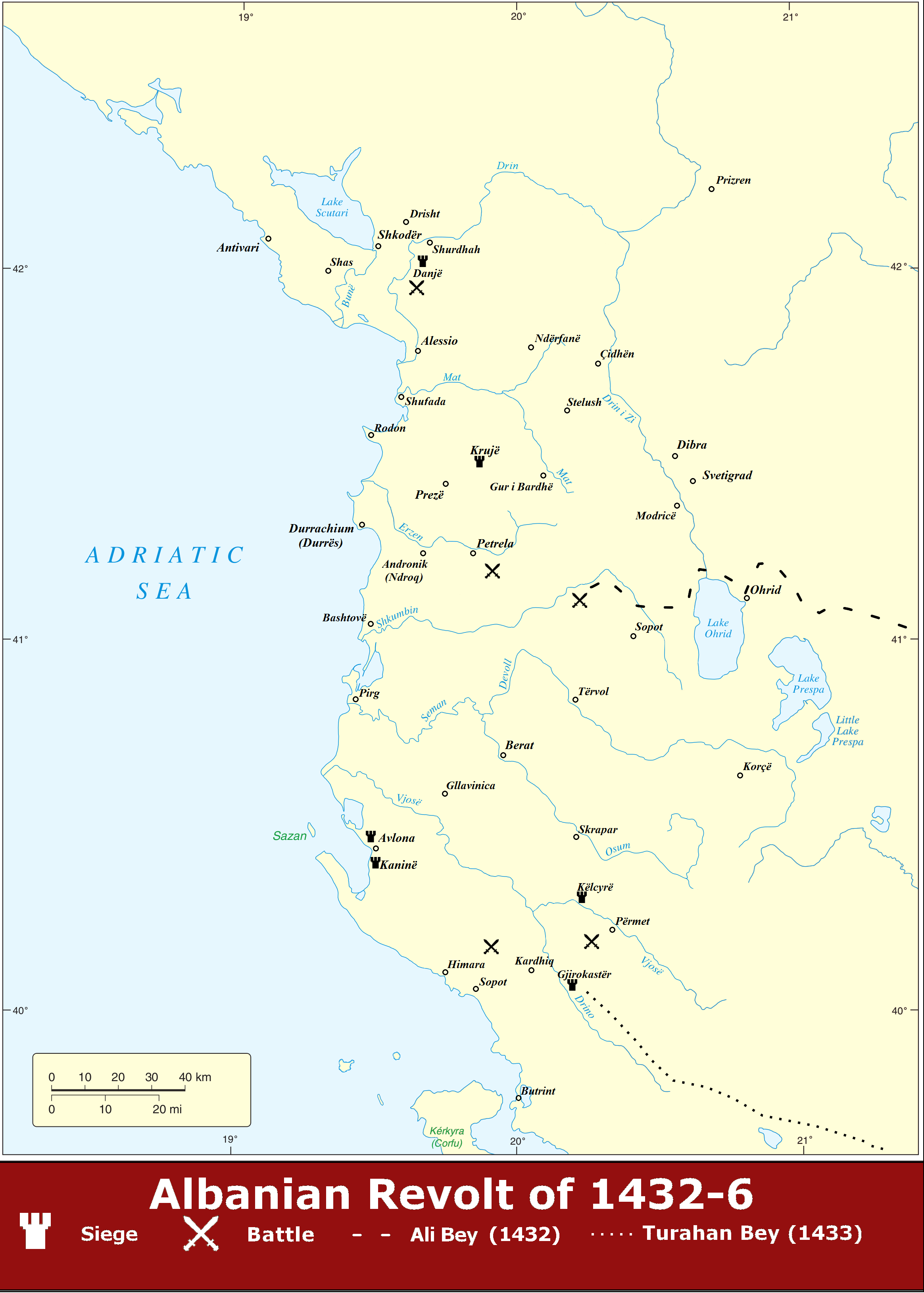
Mappa delle attività militari durante la rivolta albanese dal 1432 al 1436

Sempre dopo la vittoria conseguita nella battaglia di Tessalonica (1430), il sultano Murad II fu in grado di esercitare il suo potere nella regione albanese quasi senza ostacoli, con un'amministrazione che calcolava le tasse e gli altri oneri dovuti dagli agricoltori e dai proprietari terrieri, suscitando l'ira della popolazione, tanto che tra il 1432 e il 1436, nell'Albania centrale e meridionale, nella valle del fiume Shkumbin e nell'area di Argirocastro, ci fu una serie di rivolte armate anti-ottomane dei contadini.

Sangiaccato d’Albania intorno al 1431

Quando Andrea II Thopia, nel 1432, sconfisse una piccola forza ottomana nell'Albania centrale, incoraggiò gli altri capi e la rivolta si diffuse in tutto il territorio albanese. Tra il 1433 e il 1436, i ribelli (Giorgio Arianiti, Andrea II Thopia, Thopia Zenevisi, Nicola II Ducagini) sconfissero tre grandi offensive ottomane; Giorgio Arianiti, futuro suocero di Scanderbeg, prese il comando della resistenza contro gli ottomani, ai quali inflisse una prima sconfitta nel Kurvelesh nel 1433; dopo di che papa Eugenio IV, Alfonso V d'Aragona e l'imperatore Sigismondo lo misero sotto la loro protezione. Nel 1434 Giorgio Arianiti sconfisse nuovamente un esercito ottomano nelle strette valli del fiume Shkumbin, mentre Nicola II Dukagjini approfittava della rivolta per riconquistare i territori del principato pre-ottomano di famiglia nell'Albania settentrionale, assediando e conquistando Dagno nel 1435.
Successivamente le forze ottomane del generale Turakhan Bey repressero la rivolta attraversando i territori albanesi, perpetrando massacri diffusi di civili. Nel 1438/39 ci furono di nuovo combattimenti contro gli ottomani, per cui Giorgio Arianiti dovette fuggire nella zona di Skrapar, nella valle del monte Tomorr, dove continuò la sua guerriglia. Alla fine Murad II gli concesse tacitamente l'area tra i fiumi Shkumbin e Voiussa come suo dominio; tuttavia fu una pace a breve termine, perché nel 1443/44 Giorgio Arianiti attaccò nuovamente gli ottomani nell'area di Elbasan, Tepelenë e Vokopolë.
Per confermare l'autorità ottomana, Murad II nominò gli albanesi Scanderbeg e Yakup Bey Muzaka, rispettivamente come subashi di Kruja e sanjak-bey del Sangiaccato d’Albania. Ai Signori albanesi che accettarono la sovranità ottomana furono concessi i loro possedimenti pre-ottomani e i beni di confine, nonché un certo grado di autonomia, mentre gli altri furono esiliati o continuarono a fare la guerriglia.

Impero ottomano intorno al 1450

Nel febbraio del 1442, per riconquistare il proprio Stato il despota di Serbia, Đurađ Branković, chiese l'appoggio di papa Eugenio IV, che inviò Giuliano Cesarini, legato pontificio, da Ladislao III, re di Polonia e d'Ungheria, e da Giovanni Hunyadi, capitano generale ungherese, per promuovere una crociata contro gli ottomani. Sempre di più si era diffuso l'opinione che "lo scudo contro i miscredenti" non fosse l'Impero bizantino bensì l'Ungheria. Quasi contemporaneamente al Cesarini, nel marzo del 1442, il papa Eugenio IV inviò Cristoforo Garatone (Garatoni) per propagandare la crociata in Ungheria, Lituania, Moldavia, Valacchia e Albania. Successivamente, con la bolla del 1º gennaio 1443, papa Eugenio IV proclamò la crociata, chiamando tutti i cristiani, per liberare l’Europa dagli ottomani.
Secondo lo storico bizantino Laonico Calcondila, dopo la sconfitta degli ottomani nella battaglia di Niš del novembre 1443 da parte dell'esercito cristiano guidato da Giovanni Hunyadi, gli ex signori albanesi si affrettarono a riprendere possesso dei territori dei loro padri. Uno di loro fu Giorgio Castriota Scanderbeg, il quale abbandonò l'esercito ottomano insieme a suo nipote Hamza Castriota e il suo esercito composto da 300 albanesi, e riprese il castello di Kruja, iniziando così una lotta di 25 anni contro l'Impero ottomano.
Secondo lo scrittore Marinus Barletius, dopo il ritorno di Scanderbeg a Kruja trovò radunati molti signori, soprattutto i suoi "cugini" con i loro vassalli, circa 12 000 uomini armati; tra i quali erano: Musacchio, soprannominato Angelino, figlio della sorella Angjelina con Vladino Golem Comneno Arianiti; i fratelli Gojco e Giorgio [sic! Ivan] Stresi, figli della sorella Gjela con Paolo Balšić; Ghin Musachio, il primo marito della sorella Vlajka; Ghin, suo padre; Musachio Tophia; Stefan Crnojević, marito della sorella Mara.
Il 6 giugno 1444 Murad II scrisse a Scanderbeg, informandolo che non aveva potuto reintegrarlo nel possesso di Kruja a causa della sua "ribellione sconsiderata"; sebbene la sua condotta fosse condannabile, gli permise di tenere lo Stato paterno a condizione che gli restituisse la parte dell'Albania regolarmente acquisita da suo padre, proposta che Scanderbeg rifiutò il 14 luglio 1444, dichiarando guerra al sultano a meno che, quest'ultimo, si fosse convertito al cristianesimo e più specificatamente al cattolicesimo.

### L'avversario degli Ottomani

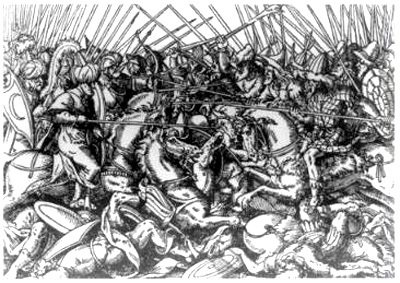
Xilografia di una battaglia tra le forze albanesi di Giorgio Castriota e le forze turco-ottomane

#### La Lega di Alessio (1444)
Nel 1444 Scanderbeg unì i signori albanesi per un incontro nella città veneziana di Alessio. Lo scopo era di formare una coalizione anti-ottomana; ma di questa riunione, fino ai giorni nostri, non sono pervenuti resoconti contemporanei.
Fu solo una settantina d'anni dopo, all'inizio del XVI secolo, che Marinus Barletius, Demetrio Franco e Giovanni Musachio, biografi di Scanderbeg, descrissero l’assemblea di Alessio. Oliver Jens Schmitt, professore di storia dell'Europa sud-orientale all'Università di Vienna, sostiene che, sebbene non vi sia motivo di dubitare che l'assemblea si sia effettivamente svolta, sarebbe necessario esercitare cautela nell'esaminarne il contenuto politico perché si può presumere che i tre scrittori ne descrivessero meno gli eventi reali che la memoria del passato eroico.
Sia Marinus Barletius che Giovanni Musachio e Demetrio Franco, contemporanei di Scanderbeg, ci forniscono un elenco di partecipanti all'assemblea e il luogo, ma non la data dell'incontro.
Secondo Barletius i partecipanti all'assemblea erano: "Ariannites Thopia Golemus; Andreas Thopia con i suoi figli Comnino e Musachio e il nipote Tanusio; Georg Stresius; i fratelli Nicolaus e Paulus Ducaginus; Lucas Zacharias."
Giovanni Musachio riferisce che all'assemblea erano presenti: "Arainiti Comnino, Coico Bassa, Nicolo e Paulo Ducaguino, Ginno Mosachi mio padre, Andrea Thopia, Pietro Spani."
Demetrio Franco sostiene che all'assemblea erano presenti "Aranith Connino, Andrea Thopia, Paolo e Nicolò Ducagino, Pietro Spano, Lech Dismano, Lech, Zacharia e i rettori della Serenissima."
Il primo a sostenere che l'assemblea si sarebbe tenuta il "due di Marzo 1444" era Giovanni Maria Biemmi che presentò la sua biografia su Scanderbeg due secoli più tardi nel 1742; ma nel 1931 e nel 1933 il Biemmi venne dichiarato "falsario" dallo storico e orientalista Franz Babinger e dal bibliotecario Kurt Ohly.
Per quanto riguarda il luogo dell'assemblea Barletius, Musachio e Franco, biografi di Scanderbeg, riportano la città veneziana di Alessio che "si trova a 30000 passi da Kruja". Il Biemmi oltre a confermare la città di Alessio aggiunge "dentro la Chiesa principale della città".
Scanderbeg, invincibile sovrano degli albanesi, fu eletto all'unanimità comandante in capo dell'esercito della "Santissima Lega". Ogni membro della Lega poteva liberamente determinare l'ammontare dell'assistenza finanziaria e militare.
Le entrate annue di Scanderbeg erano stimate all'incirca in 200 000 ducati d’oro ed erano costituite dalle contribuzioni dei signori della Lega, dalle entrate del suo principato e dalle saline di campo Episcopo presso San Nicola della Pietra a nord di Durazzo.

#### Battaglia di Torvioll (1444)
Intanto il sultano Murad II, furioso per il tradimento del suo protetto, inviò contro gli albanesi un potente esercito guidato da Alì Pascià, alla testa, si disse, di 100 000 o addirittura 150 000 uomini. Lo scontro con le forze notevolmente inferiori di Scanderbeg avvenne, quali che fossero le consistenze numeriche, il 29 giugno 1444, nella piana di Torvioll. I turchi riportarono una netta sconfitta. Il successo di Scanderbeg ebbe vasta risonanza oltre il confine albanese e arrivò fino alle orecchie di Papa Eugenio IV, il quale ipotizzò addirittura una nuova crociata contro l'Islam, guidata da Scanderbeg.
Con la delibera del 12 febbraio 1445, i veneziani confermarono a Scanderbeg e suo fratello Staniša vari privilegi e un sussidio annuo di 200 ducati che, precedentemente, era stato concesso al padre Giovanni I.

#### Battaglia di Mokra (1445)
L'esito dello scontro nella battaglia di Torvioll rese ancora più furibondo il sultano, che ordinò a Firuz Pascià di distruggere Scanderbeg e gli albanesi; così, il comandante ottomano partì alla testa di 15 000 cavalieri. Il Castriota lo attese alle gole di Prizren il 10 ottobre 1445 e ancora una volta uscì vincitore. Le azioni di Scanderbeg divennero celebri in tutto l'Occidente; delegazioni del papa e di Alfonso d'Aragona giunsero in Albania per celebrare la straordinaria impresa.

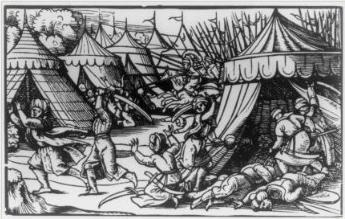
Incisione di un assalto albanese su un campo ottomano

Ma Murad II non si rassegnava. Allora dispose, agli ordini di Mustafà Pascià, due eserciti per un complessivo di 25 000 uomini, di cui una metà era di cavalieri, che si scontrarono con gli albanesi il 27 settembre 1446; l'esito fu disastroso, 5 000 soldati ottomani furono uccisi e 300 furono fatti prigionieri: a stento si salvò Mustafà Pascià.

#### Assedio di Svetigrad (1448)
Le imprese di Scanderbeg preoccupavano la Repubblica di Venezia che riconosceva la sovranità del sultano su tutta la regione e, almeno per quanto riguardava Scutari ed Alessio, gli pagava un tributo. Nel dicembre del 1447, il Senato, preoccupato della possibilità che le operazioni di Scanderbeg si estendessero anche a Durazzo e cosciente del fatto che il desiderio veneziano di mettere mani sul ducato di Milano rendevano impossibile una reazione militare adeguata, era sul punto di inviare un'ambasciata da Scanderbeg, ma poi non se ne fece nulla. Da due delibere del 4 maggio 1448 si evince che, nella prima veniva data via libera ad un progetto di assassinio di Scanderbeg, affidato ad un ignoto suddito veneziano, probabilmente albanese, "persona bone reputationis et pratica et sagax", che si era offerto di eseguirlo; mentre la seconda delibera prevedeva dei passi diplomatici verso il sultano con lo scopo di scatenare la potenza ottomana contro Scanderbeg.
La battaglia del 3 luglio 1448 vide la sconfitta dei veneziani, che si vendicarono radendo al suolo la fortezza dei Balšići.
Successivamente, il 4 ottobre 1448 Scanderbeg firmò un trattato di pace con i veneziani, anche perché intenzionato ad unirsi con il principe reggente di Ungheria, Giovanni Hunyadi, il quale con il suo esercito stava avanzando in Kosovo e invitava Skanderbeg a unirsi nella lotta contro il sultano. Ma Scanderbeg non riuscì a partecipare effettivamente al confronto, perché impedito dal re serbo Đurađ Branković, il quale si era alleato con il sultano Murad II.. A causa di ciò, Scanderbeg si vendicò, distruggendo villaggi serbi lungo il suo cammino, per essergli stato impedito di unirsi alla causa cristiana. Quando Scanderbeg riuscì a raggiungere Hunyadi, questi era stato già sconfitto dai turchi nella seconda battaglia della Piana dei Merli.

#### Assedio di Croia (1450)
Nel giugno del 1450, Murad II in persona intervenne contro l'Albania alla testa di 150 000 soldati, assediando il castello di Croia. I turchi persero metà dell'esercito e il comandante Firuz Pascià venne ucciso da Scanderbeg. Ma, anche se le straordinarie vittorie avevano inferto profonde ferite alle forze e all'orgoglio turco, avevano pure indebolito le forze albanesi; allora il Castriota decise di chiedere aiuto ad Alfonso d'Aragona, che si rese disponibile, riconoscendo a Scanderbeg il merito di essersi fatto carico di una durissima lotta contro i turchi, che inquietavano molto la corona napoletana.
Maometto II, successore di Murad, si rese conto delle gravi conseguenze che l'alleanza degli albanesi con il Regno di Napoli poteva far nascere; decise quindi di mandare due armate contro l'Albania: una comandata da Hamza Bey, l'altra da Dalip Pascià. Nel luglio del 1452 queste due armate furono annientate e, mentre Hamza Bey fu catturato, Dalip Pascià morì in battaglia.
Altre incursioni turche si tramutarono in sconfitte: Skopje il 22 aprile 1453, Oranik nel 1456, valle del fiume Mati il 7 settembre 1457. Infine, nel corso del 1458, in una serie di scontri scaturiti da offensive portate questa volta da Scanderbeg, altre tre armate turche furono sbaragliate. La fama di Scanderbeg fu incontenibile, anche per il fatto che gli uomini a sua disposizione non furono mai più di 20 000. Al sultano turco non rimase altro che chiedere di trattare la pace, ma il Castriota rifiutò ogni accordo e continuò la sua battaglia. Scanderbeg si guadagnò i titoli di "Atleta di Cristo" e il "nuovo Alessandro". In alcune pubblicazioni italo-albanesi viene definito come "strenuo difensore della fede cattolica e indomito guerriero".

### Le imprese militari in Italia
Nel 1459 si recò in Italia per aiutare Ferdinando I, re di Napoli, figlio del suo amico e protettore Alfonso d'Aragona, nella lotta contro il rivale Giovanni d'Angiò ed il suo esercito. Nel 1461 riconquistò Trani che era stata presa da Jacopo Piccinino per conto degli angioini. La battaglia decisiva fu combattuta tra Orsara e Troia il 18 agosto 1462, quando l'esercito italo-francese fu battuto. Il duca Giovanni d'Angiò a stento riuscì a riparare in Francia. Ferdinando I, in segno di riconoscimento per l'aiuto ricevuto da Scanderbeg, lo avrebbe nominato nel 1464 "Generale della Casa d'Aragona" e gli avrebbe concesso i feudi di Monte Sant'Angelo, Trani e San Giovanni Rotondo.
Intanto, però, altre due armate turche, comandate da Hussein Bey e Sinan Bey, nel febbraio del 1462 avevano mosso contro gli albanesi, costringendo Scanderbeg a rientrare in tutta fretta in patria, per guidare il suo esercito. Dopo che le due armate erano state sconfitte, una furiosa battaglia ebbe luogo presso Skopjë contro un terzo esercito condotto da Karaza Bey e si concluse anch'essa con la sconfitta dei turchi. L'atto finale fu un trattato di pace firmato il 27 aprile 1463 tra Maometto II e il Castriota.

### Il ritorno nei Balcani e la morte
Intanto, la morte di papa Pio II ad Ancona, il 14 agosto 1464, determinò il fallimento di una crociata che il Pontefice aveva in mente e che teneva in grande apprensione il sultano. Quest'ultimo, dopo aver fatto costruire nel giugno-luglio 1466 la fortezza di Elbasan, "avamposto che resistette a tutti gli attacchi degli albanesi". Nel settembre del 1464 incaricò Sceremet bey di muovere contro gli albanesi; ma i turchi furono nuovamente sconfitti. Il figlio di Sceremet bey fu catturato e rilasciato a fronte di un grosso riscatto.
L'anno dopo, scongiurato il pericolo della crociata, il sultano mise insieme un poderoso esercito, affidandolo a un traditore albanese, che era stato cresciuto allo stesso modo di Scanderbeg, Ballaban Pascià. Ma anche quest'impresa fallì: l'esercito turco, in prossimità di Ocrida, fu messo in fuga dalle forze albanesi.
Ancora una volta, nella primavera del 1466, Maometto II, riunite forze imponenti, mosse contro gli albanesi e cinse d'assedio Croia; una serie di scontri furiosi, durante la quale Ballaban Pascià fu ucciso, portò Scanderbeg a un'ennesima e straordinaria vittoria. Maometto II, ostinatissimo nella sua lotta contro il Castriota, riorganizzò nuovamente il suo esercito e, nell'estate del 1467, pose di nuovo l'assedio a Croia, ma, dopo innumerevoli tentativi di attacco alla città, dovette rassegnarsi a sgombrare il campo.
La ostinazione di Maometto II si spiega facilmente col fatto che l'Albania non poteva essere aggirata; lasciarsi alle spalle intatta l'Albania di Scanderbeg sarebbe stato un errore strategico notevole: qualunque avanzata dell'esercito ottomano verso l'Europa cristiana lo avrebbe esposto al sicuro attacco alle spalle da parte di Scanderbeg e Maometto II si sarebbe trovato tra due fronti; per di più, Scanderbeg era divenuto un vero esperto in agguati e contrattacchi e conosceva a perfezione le debolezze dell'esercito ottomano.

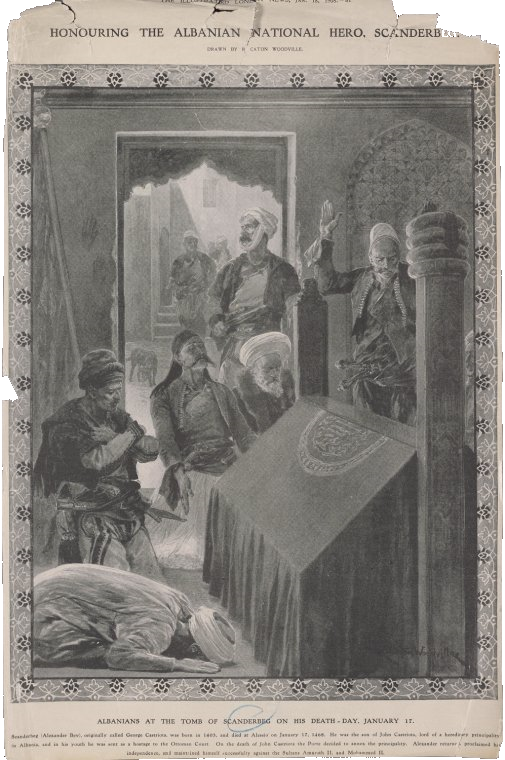
Albanesi alla tomba di Skanderbeg

Scanderbeg difese l'Albania dall'Impero ottomano fino alla sua morte, probabilmente di malaria, avvenuta nel gennaio del 1468 ad Alessio, dove fu sepolto nella chiesa di San Nicola.
La notizia della morte di Scanderbeg raggiunse Venezia prima del 13 febbraio 1468, come si evince da una delibera del Senato del 13 febbraio 1468 (stile veneziano 1467) che conferma la morte di Scanderbeg: "[…] mortuus est magnificus quondam Scandarbegus […]". Il 14 febbraio del 1468, l'ambasciatore milanese a Venezia, Gerardo de Collis scrisse al duca di Milano, Galeazzo Maria Sforza: "[…] Scanderbeg he passato de questa vita, havea la febre et essendo corsi certi turchi nel paese, volsi montar a cavalo, e mori in tre giorni; […]" Il 23 febbraio 1468, re Ferdinando I di Napoli scrisse alla "uxori Scannaribechi" Andronica: "La [sua] morte ad nui è dispiaciuta".

### Le fonti storiche

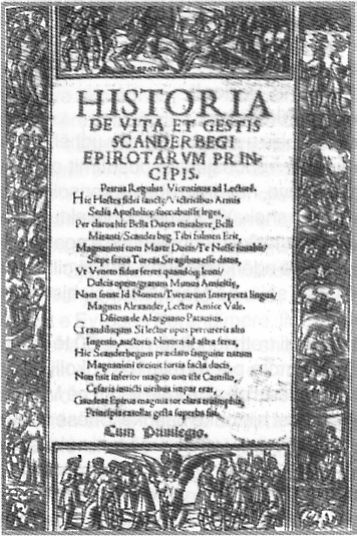
Copertina della "Storia della vita e delle gesta di Scanderbeg Principe epirotico", 1510

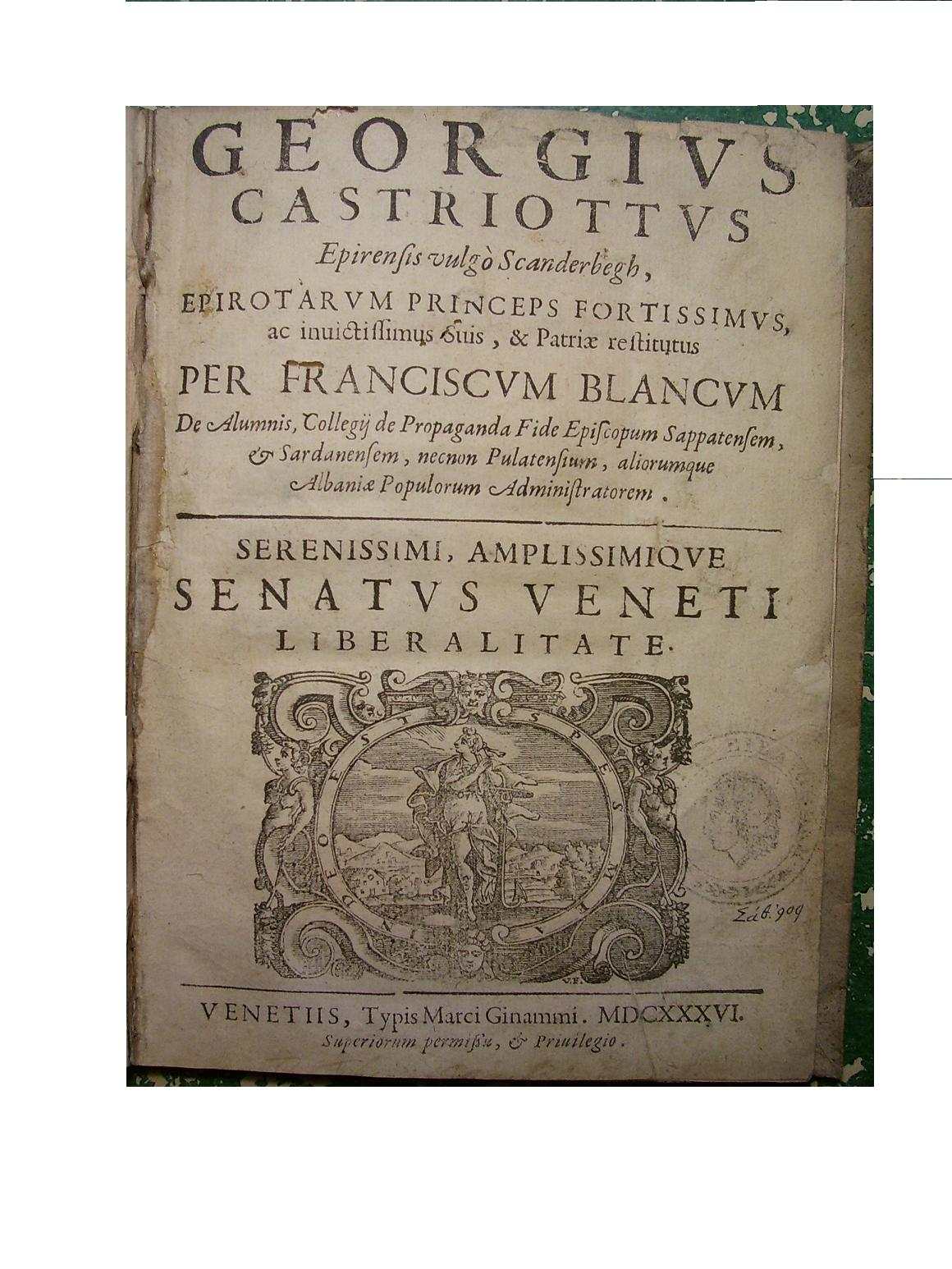
Biografia di Giorgio Castriota pubblicato a Venezia da Frang Bardhi, 1636

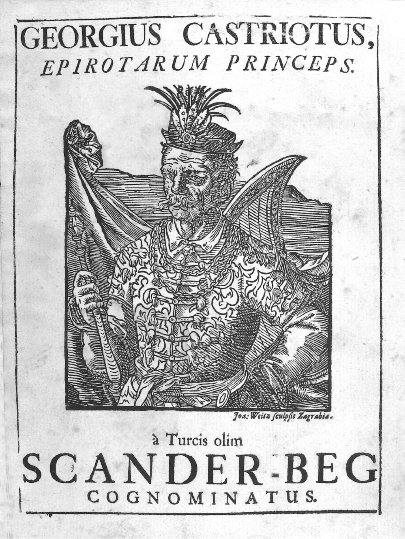
Barletius, "Storia della vita di Scander-beg", 1743

La prima biografia di Giorgio Castriota è opera di Marinus Barletius (Marin Barleti in albanese, Marino Barlezio in italiano), un sacerdote cattolico di Scutari, che alla morte di Scanderbeg aveva 18 anni. Egli si basò su testimonianze di alcuni dei condottieri al seguito del "primo cavaliere" e su documenti ufficiali dell'archivio di Venezia, dove Barletius si era rifugiato dopo la caduta di Scutari (1479) sotto il dominio ottomano. Scritta in latino, la Historia de vita et gestis Scanderbegi, Epirotarum principis venne pubblicata a Roma all'inizio del XVI secolo (1508-1510). Oliver Jens Schmitt, professore di storia dell'Europa sud-orientale all'Università di Vienna, sostiene che è indubbio che l'intera tradizione di Scanderbeg, sia nell'occidente che nei Balcani, sia riconducibile a Barletius; ma, dopo secoli di accettazione pedissequa dal lavoro di quest'ultimo, la ricerca scientifica del XX secolo ha preso le distanze da esso.
Una seconda biografia libro con il titolo Commentario de le cose de Turchi e del S[ignor] Georgio Scanderbeg, principe di Epyrro, con la sua vita et le vittorie per lui fatte con l'aiuto de l'altissimo Dio et le inestimabili forze et virtu di quello, degne di memoria venne pubblicata a Venezia nel 1539. Nuove edizioni con insignificanti modifiche, apparvero con lo stesso titolo nel 1541 e nel 1545. Secondo Francisc Pall, l'opera fu attribuita "falsamente" a Paolo Giovio.
Un terzo libro biografico su Scanderbeg venne pubblicato dal chierico cattolico Demetrio Franco, proveniente da Drivasto, dominio veneziano in Albania, ed esule albanese a Venezia. Contrariamente a Barletius, Demetrio Franco visse per qualche tempo presso Scanderbeg, dove pare abbia servito nella sua cancelleria come funzionario alle finanze, quindi un testimone oculare. La sua opera, originariamente in latino, fu pubblicata postuma senza il nome dell'autore, tradotta in italiano a Venezia nel 1584 col titolo: Gli illustri et gloriosi gesti, et vittoriose imprese, fatte contra Turchi, dal sign. D. Giorgio Castriotto, detto Scanderbeg, prencipe d'Epirro.
Un'altra testimonianza sulla vita di Castriota fu quella di Giovanni Musachi (in albanese Gjin Muzaka), appartenente alla famiglia feudale che governava la città di Berat. Giovanni Musachi combatté accanto a Scanderbeg e visse in Albania ancora per undici anni dopo la morte del condottiero; più tardi si trasferì a Napoli dove, nel 1515, scrisse il libro Historia e Genealogia della casa Musachia, nel quale narra le vicende di cui fu testimone diretto.
Nel 1742, ca. due secoli più tardi il prete bresciano Giovanni Maria Biemmi presentò una biografia di Scanderbeg sostenendo di averla estratta da un incunabolo del 1480, scritto da un autore anonimo che Biemmi chiama Antivarino e che venne battezzato "il Tivarese" da Fan Stilian Noli. Il manoscritto originale dell'opera dell'Antivarino sarebbe andato perduto: lo si conosce soltanto da riferimenti e citazioni del libro di Biemmi intitolato Istoria di Giorgio Castrioto Scander-Begh. L'Antivarino descrive criticamente tutti gli episodi, non mancando di fornire accuratamente nomi, regioni e date delle battaglie, con una precisione temporale raramente verificabile in Barletius. A duecento anni dalla "scoperta" del Biemmi, lo storico e orientalista tedesco Franz Babinger (1931) e il bibliotecario tedesco Kurt Ohly (1933) denunciarono il Biemmi come autore di un "magistrale falso storico" come aveva già fatto in altre sue opere. Intanto nel XIX e all'inizio del XX secolo, numerosi storici si erano serviti del Biemmi come fonte; tra questi troviamo gli albanesi Fan Noli (1921) e Athanase Gegaj (1938) nonché l'italiano Alessandro Cutolo (1940), i quali contribuirono in modo significativo alla diffusione delle falsità del Biemmi. Se l'atteggiamento degli innanzi citati era inconsapevole, caratteristico è quello di Kristo Frashëri (2002), il quale, pur sapendo della contraffazione, ne fa comunque uso, perché contenente elementi essenziali di una tradizione caratteristica di parti importanti della ricerca albanese. L'unico che si era opposto era Kasem Biçoku, che nella sua bibliografia "Gjergj Kastrioti Skenderbeu" del 1997 parlava chiaramente di un falso e non prendeva in considerazione il Biemmi.

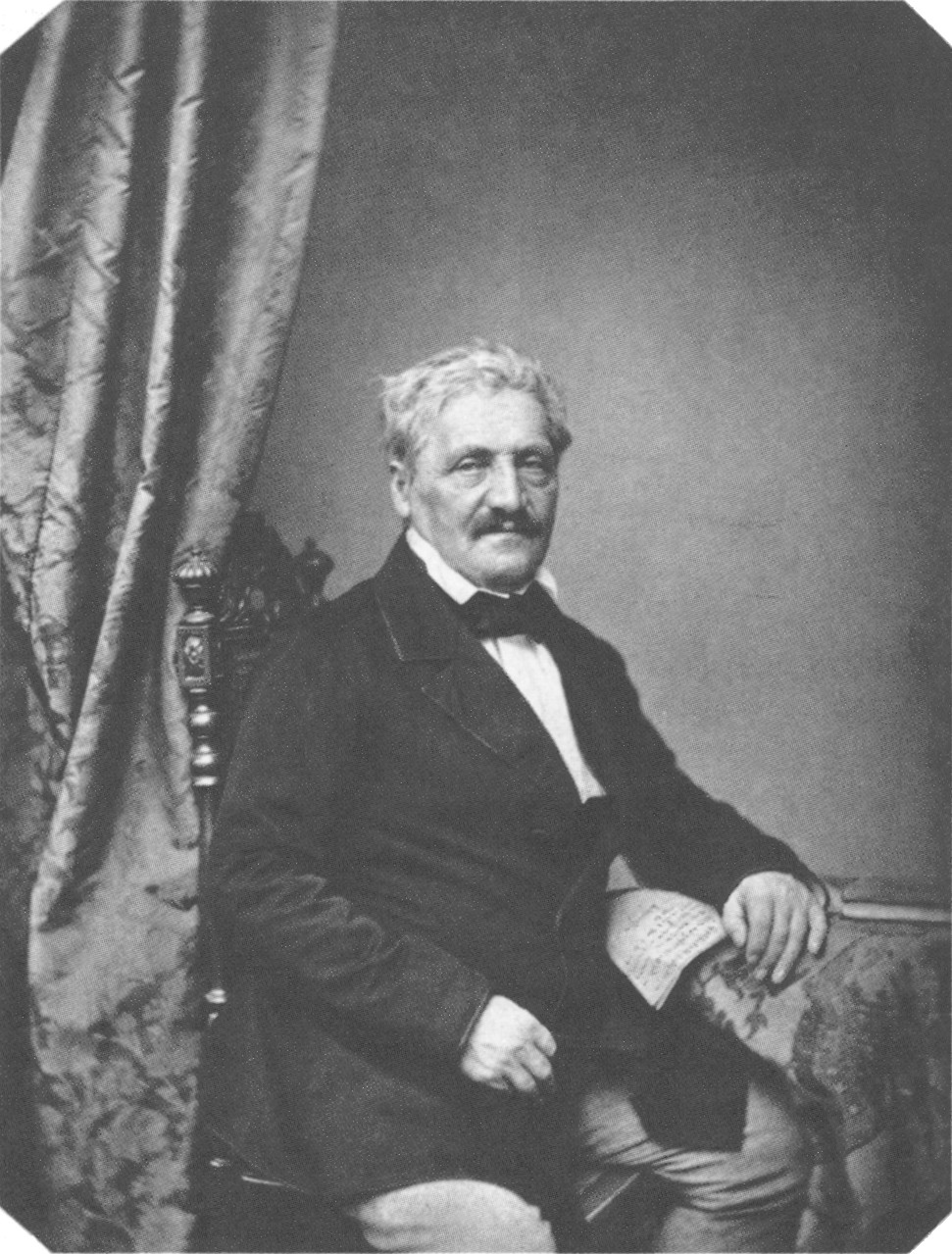
Jakob Philiipp Fallmerayer

Nel XIX secolo studiosi di nazionalità diverse, accantonando le tante opere dei due secoli precedenti, si sono occupati delle fonti originali conservate negli archivi del Vaticano, di Venezia, di Ragusa e di Istanbul. La scoperta di questi documenti ha posto sotto una luce diversa la vita e l'opera di Scanderbeg. Il primo studio su Scanderbeg avente pretese scientifiche era il bizantinista tirolese Jakob Philipp Fallmerayer, che tra il 1857 e il 1866 pubblico nove volumi sul "Das Albanische Element in Griechenland"; gli seguì, nel 1873, lo storico e bizantinista tedesco Karl Hopf, che collaborava col fondatore dell'albanologia moderna, Johann Georg von Hahn, console austriaco a Giannina. Altri studiosi, come l'americano Clement Clarke Moore (1850), il francese Camille Paganel (1855), l'austriaco Julius Pisko (1894), hanno scritto lunghe biografie sul Castriota.
Dopo la prima guerra mondiale padre Fan Stilian Noli, prete ortodosso, filosofo, storico e scrittore albanese, pubblicò nel 1921 l'opera Historia e Skënderbeut (La storia di Skanderbeg), riscuotendo ben presto una straordinaria popolarità, al punto d'essere quasi imparata a memoria da tutti gli studenti delle scuole dell'Albania libera. Dopo la seconda guerra mondiale pubblicò un altro libro sulla storia di Castriota in lingua inglese, un'analisi scientifica e critica delle opere di tutti i precedenti autori che avevano scritto la biografia dello Scanderbeg. In questo lavoro del 1947 Noli cercò di distinguere i fatti storici dalle leggende e dai pregiudizi, interpretando e ponendo Castriota allo stesso livello di un comandante di guerriglia dei tempi più moderni.

## Discendenza

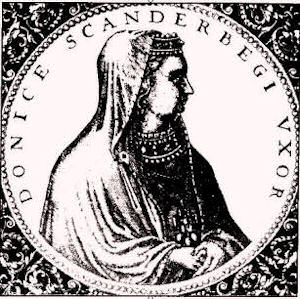
Incisione di Donica di Johann Theodor de Bry, 1596

Nel 1451 Skanderbeg sposò Andronica "Donica" Arianiti-Comneniata (* Canina 1428; † Valencia, tra l'8 marzo 1505 e l'inizio di settembre del 1506), figlia del principe di Kanina, Gjergj Arianiti Comneni e di Maria Muzaka, figlia di Andrea III Muzaka e Chiranna Zenevissi. Nel 1456 nacque il suo unico figlio e discendente Giovanni II Castriota (in albanese: Gjon).
Hamzà (o Bernardo), figlio del fratello Staniša, che aveva sperato di ereditare il principato dei Castrioti, lo stesso giorno della nascita dell'erede (1456) si recò con la sua famiglia ad Adrianopoli.
Giovanni II, che aveva ereditato da suo padre i titoli di signore di Monte Sant'Angelo e San Giovanni Rotondo in Capitanata, nel 1485 lasciò i suoi feudi in cambio di Soleto e Galatina nella Terra d'Otranto con il titolo di conte e duca.
Giovanni II, che sposò Irene Branković, discendente per linea materna dalla famiglia imperiale bizantina dei Paleologi, ebbe cinque figli:
- Costantino (1477-1500), vescovo di Isernia (2 ottobre 1497 - 1500)[118].
- Ferrante (? -1561), 2º conte di Soleto e 2º duca di San Pietro in Galatina, sposò Adriana Acquaviva d'Aragona dei duchi di Nardò[118]. La figlia Erina (? -1565), 3ª contessa di Soleto e 3ª duchessa di San Pietro in Galatina, sposò il principe Pierantonio Sanseverino di Bisignano[118].
- Giorgio (? -1540)[118];
- Federico (? -?)[118];
- Maria (? -1560)[118].

## Leggende
- Durante una furente battaglia contro i turchi che si prolungò oltre il tramonto, Scanderbeg ordinò ad alcuni suoi soldati di recuperare un gregge di capre, fece legare delle torce accese alle loro corna e le liberò in direzione delle file dei soldati turchi a notte inoltrata. I turchi, credendo di essere assaliti da preponderanti forze nemiche, batterono in ritirata. Per l'importante servigio reso dall'animale, Scanderbeg decise di assumerlo come suo emblema e raffigurarlo sul suo elmo.
- Nel suo letto di morte, Scanderbeg ordinò, fra tutte le persone riunite accanto a lui, a un bambino di andare fuori, raccogliere tanti pezzetti di legno e di questi farne un mazzo. Al suo ritorno, Scanderbeg sfidò i presenti a spezzare questo mazzo, ma nessuno di essi riuscì nell'impresa. Fu così che il principe disse allora al giovane di disfare il mazzo e romperli uno per volta. Concluse dicendo: "Con questo gesto, io, vi volevo dimostrare che se restate tutti uniti nessuno potrà mai spezzarvi, ma dividendovi anche un solo bambino potrà condurvi alla morte". Detto questo, spirò.
- Appena diffusasi la notizia della morte di Scanderbeg, i turchi decisero di assalire le forze albanesi in virtù del basso morale che l'avvenimento aveva generato. I luogotenenti albanesi allora decisero di ricorrere a un singolare stratagemma: presero dal letto di morte il corpo esanime del loro condottiero e lo issarono sul suo cavallo, spronandolo in battaglia con dietro tutto il suo esercito. I turchi, sentitisi ingannati dalla falsa notizia circa la sua morte, batterono in ritirata.

## Arte, musica e letteratura

### Monumenti

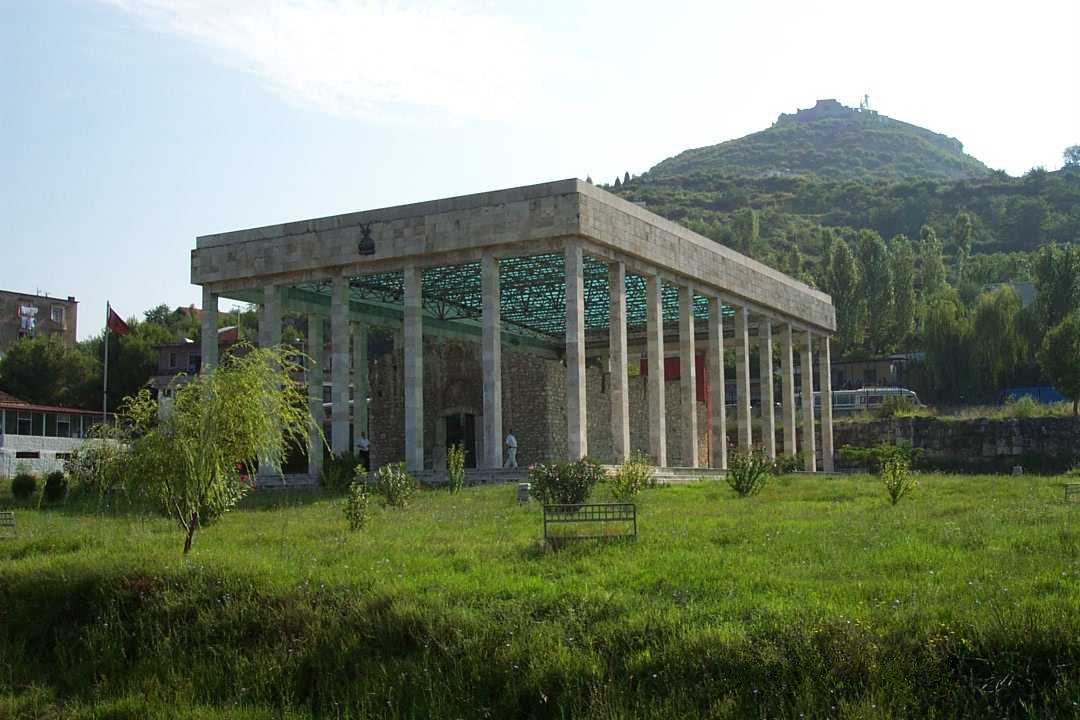
Mausoleo di Scanderbeg ad Alessio in Albania (1981), costruito a coprire i ruderi della Chiesa di San Nicola del XIV secolo.

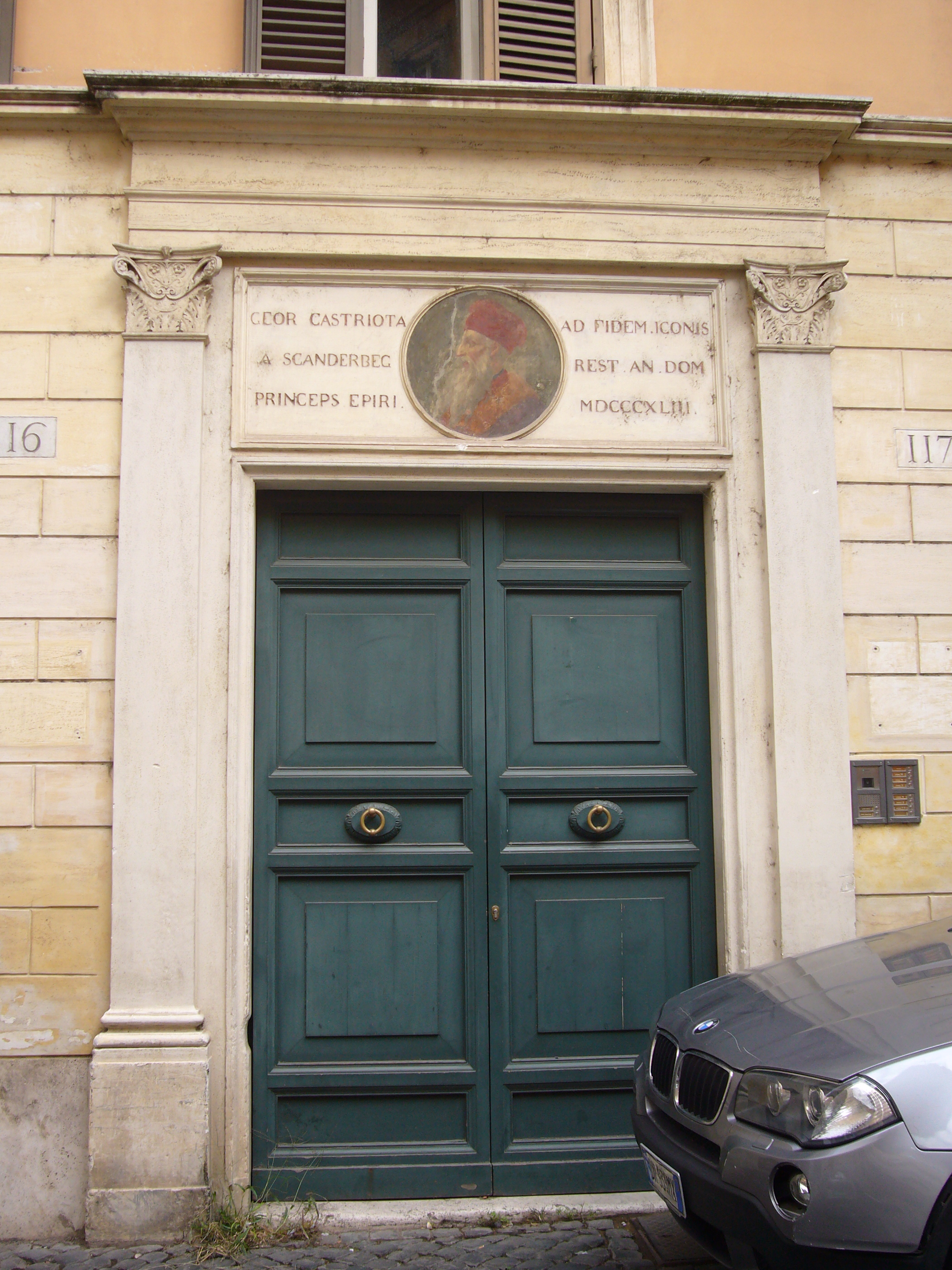
Palazzo Castriota, con il suo ritratto, sito in Vicolo Scanderbeg a Roma (XV secolo).

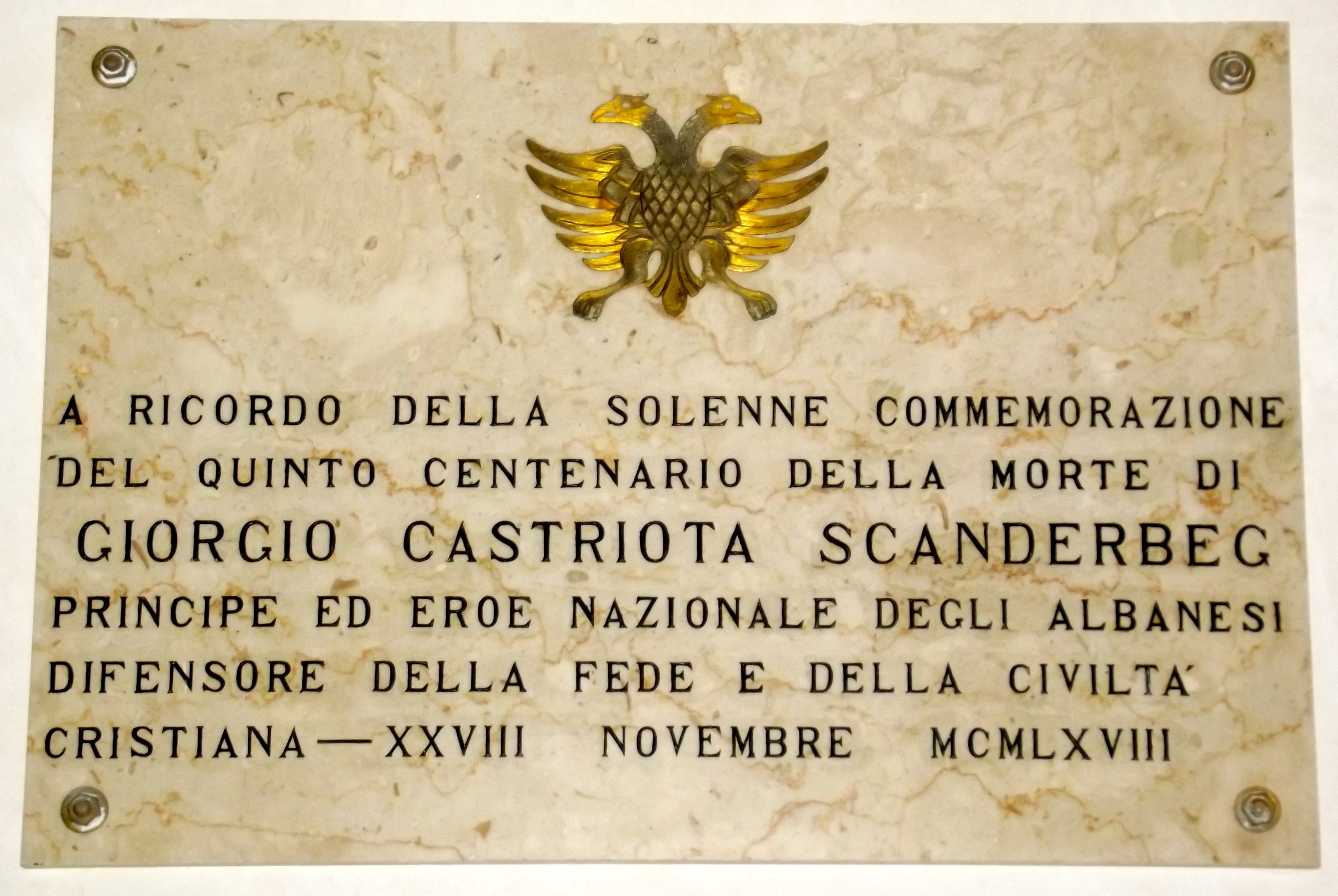
Lapide marmorea in onore a Scanderbeg nella Parrocchia italo-albanese di San Nicolò nel centro storico di Palermo (1968).

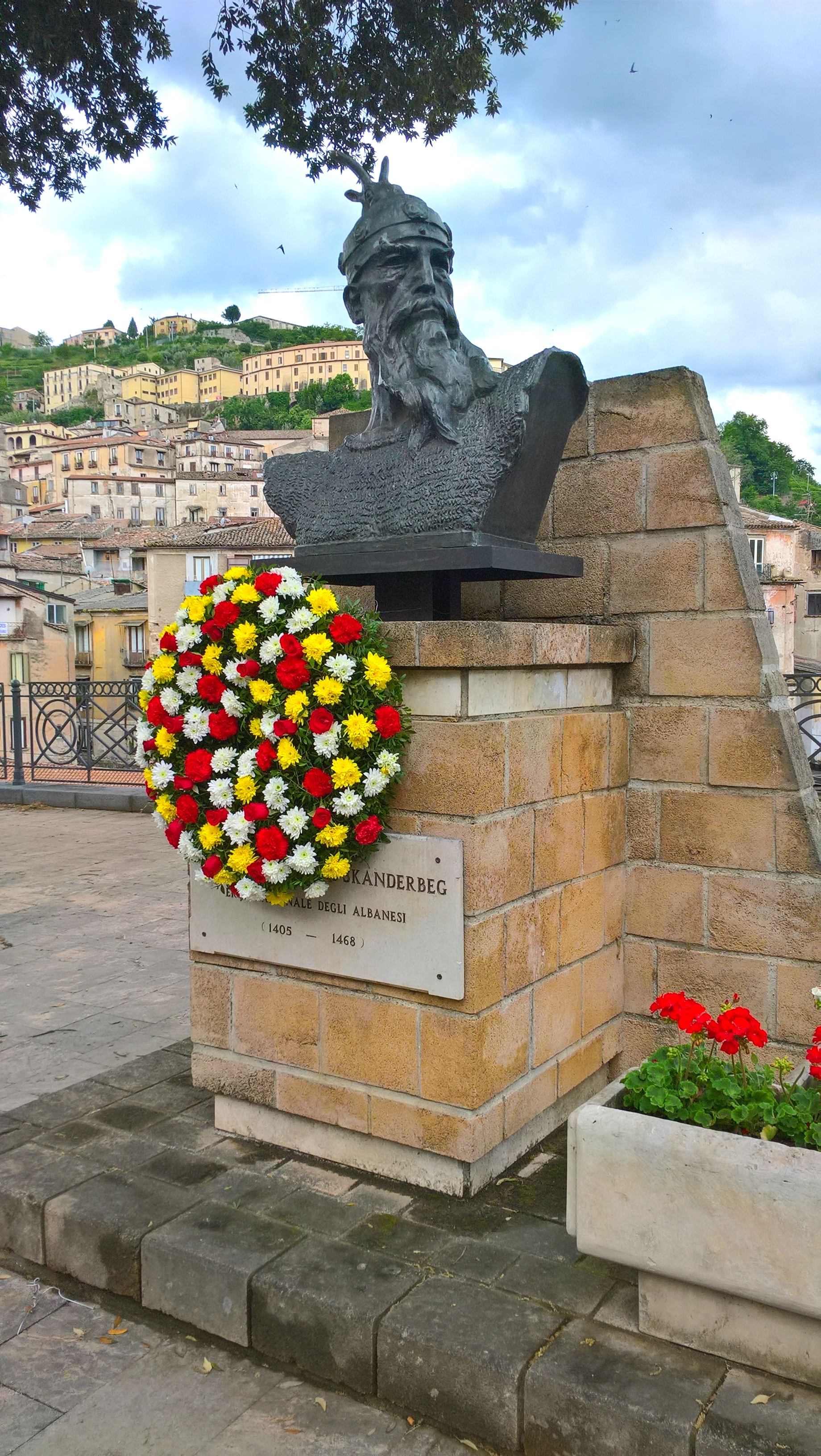
Busto di Giorgio Castriota su Corso Plebiscito nel centro storico di Cosenza (1968).

Numerosissimi sono i monumenti (statue equestri, busti, lapidi celebrative) in Albania e Kosovo, così come nelle zone albanesi della Macedonia, del Montenegro e, in misura minore, in Serbia e Grecia.
In Italia:
- Il palazzo a Roma dove risiedette Scanderbeg negli anni 1465-1466 porta ancora il suo nome e la sua immagine è affrescata nel medaglione sopra il portone principale d'entrata[119][120], sebbene non offra testimonianze delle sue gesta. Oltre alla Piazza antistante, è intitolato a Scanderbeg il vicolo che arriva all'omonimo palazzo. In piazza Albania una statua equestre gli è dedicata, opera dello scultore Romano Romanelli del 1940.
- A Firenze, nella Galleria degli Uffizi, c'è uno storico dipinto (1552 - 1568) di Giorgio Castriota, probabilmente uno dei più antichi, opera dell'artista Cristofano dell'Altissimo[121]. Nella Galleria Romanelli vi è la statua equestre originale in gesso di Scanderbeg, opera dell'omonimo scultore. A Palazzo Pitti l'artista Bernardino Poccetti ha rappresentato la caduta della città albanese di Prevesa (Epiro, oggi Grecia) sotto mano del turco, facendo cenno alle imprese guerriere di Scanderbeg nella resistenza.
- Il Palazzo Castriota o Palazzo del Tufo, ubicato a Napoli, è uno dei principali palazzi monumentali della città. Si trova in via Santa Maria di Costantinopoli e costituisce un bell'esempio di architettura rinascimentale e barocca. L'edificio, che appartenne ai Castriota Scanderbeg, presenta una facciata ornata mediante un semplice parametro in mattoni con alto basamento sul quale si apre il portale a conci alterni in marmo.
- A Fermo nella Sala dei Ritratti al Palazzo dei Priori si trova un ritratto di Scanderbeg che fa parte d'una collezione donata ai Priori di Fermo, si presume nel XVI secolo, da papa Sisto V. Con l'iniziativa del Consigliere Comunale Granit Muçaj nel 28 maggio 2005 per celebrare 600 anni dalla sua nascita è stata inaugurata una piazza intitolata "Giorgio Castriota Scanderbeg Eroe Albanese". Due anni dopo, al 25 novembre 2007, per l'occasione della festa Nazionale Albanese 95º anniversario d'indipendenza, con il contributo del imprenditore Nebi Muçaj e dell'Associazione Skanderbeg a Fermo, è stato inaugurato il busto dell'eroe (l'opera è dello scultore Artan Peqini ed è fusa in bronzo). Sei anni dopo in questa piazza a Fermo, è stato costruito il Monumento dell'Eroe Nazionale Albanese, che consiste in un piazzale pavimentato di circa 200 metri quadri opera dell'Arch. Francesco Alocco, inaugurato il 24 novembre 2013 con la partecipazione del Presidente del Parlamento Albanese on. Ilir Meta.
- Ad Auletta (SA) è presente il Castello Marchesale della famiglia Maioli Castriota Scanderbech. Durante la prima metà del Novecento il Castello ha accolto come ospiti anche l’ultimo Re d’Italia, Umberto II di Savoia, e sua moglie Maria José.
- In Umbria, secondo il sito web del Castello di Castelleone[122], un'antica fortezza feudale di origini medioevali nei pressi di Deruta (Perugia), sulla cima della cosiddetta Torre Longobarda, è presente una presunta statua equestre di Giorgio Castriota Scanderbeg. Pur trascurando le differenze minori (elmo, barba, spada) non si può non evidenziare che lo stemma rappresentato sullo scudo non è l’aquila bicipite dei Castriota. Si narra che Giorgio Castriota sia passato da quelle parti e abbia fatto tappa a Castelleone incaricato da Papa Pio II di richiamare alle armi i perugini contro gli ottomani.[123]
- Un busto di Castriota è presente nel centro storico di Cosenza, realizzato da Odhise Paskali, il più importante artista e scultore albanese del XX secolo. Fu donato dalla Repubblica Popolare Socialista d'Albania alla città di Cosenza nel 1968 e sistemato nel 1978, su richiesta dell'on. Mario Brunetti, nella piazza XXV Luglio (vicino a piazza Cappello), poi nel 1988, su richiesta di papàs Antonio Bellusci, primo parroco della chiesa italo-albanese del Santissimo Salvatore, fu spostato nella sede attuale, in Corso Plebiscito, nei pressi della parrocchia di rito bizantino per solennizzare il decimo anniversario dell'erezione della parrocchia “personale” per gli albanesi ivi residenti a Cosenza.
- Nella città di Palermo, nella zona in stile liberty tra piazza Croci e il Teatro Politeama Garibaldi, gli è dedicata una via (Via Giorgio Castriota). Sempre nella città di Palermo, nella parrocchia italo-albanese di rito bizantino San Nicolò dei Greci alla Martorana, in pieno centro storico, una lapide marmorea posta nel 1968 (periodo in cui nelle comunità albanesi di Sicilia vi erano grandi festeggiamenti in onore dell'eroe d'Albania) dai papàdes/sacerdoti dell'Eparchia di Piana degli Albanesi (tra cui - per volere di - papàs Matteo Sciambra, papàs Ignazio Parrino, l'eparca Giuseppe Perniciaro) e da intellettuali, albanologi e studiosi quali ad esempio Ernest Koliqi, padre Giuseppe Zef Valentini, Rosolino Petrotta, Giuseppe Schirò Clesi, onora e ricorda le solenni celebrazioni del cinquecentenario della morte di Scanderbeg a Palermo.
- Nelle colonie albanesi d'Italia storicamente piazze, vie e corsi principali sono dedicati a Giorgio Castriota Scanderbeg, come ad esempio nei centri di: San Costantino Albanese, San Paolo Albanese (Basilicata); Portocannone, Montecilfone, Campomarino (Molise); Casalvecchio di Puglia, Chieuti, San Marzano di San Giuseppe (Puglia); Plataci, Lungro, San Demetrio Corone, Frascineto, San Basile[124], Santa Sofia d'Epiro, Spezzano Albanese (Calabria), Caraffa di Catanzaro; Piana degli Albanesi, Biancavilla (Sicilia); Villa Badessa (Abruzzo). Sono numerosi, nelle medesime, anche busti, statue e affreschi celebrativi dell'eroe albanese.

Nel resto del mondo:
- Un'antica epigrafe (1502) in latino, misto al dialetto volgare locale, è presente al monastero della Santa Trinità di Valencia, in Spagna.
- Un monumento[125] a Scanderbeg è stato inaugurato nel 1968 a Bruxelles, in Belgio, dagli immigrati albanesi per celebrare i 500 anni dalla sua morte.
- A Parigi, in Francia, in occasione del cinquecentenario nel 1968, con la presenza di varie comunità albanesi d'Italia, di Grecia, di Albania, Kosovo, Montenegro e Macedonia, è stata inaugurata la piazza Giorgio Castriota Scanderbeg.
- A Ginevra, in Svizzera, è stata eretta una statua il 1º novembre 1997.
- A Pristina, in Kosovo, dopo la guerra, è stata inaugurata da Ibrahim Pjetër Rugova nel 2001 una nuova statua equestre dell'artista J. Paco.
- A Rochester Hills, Michigan, presso St. Paul Albanian Parish, è stato eretto nel 2005 il primo monumento a lui dedicato degli Stati Uniti.
- A Skopje, in Macedonia del Nord, il monumento è stato inaugurato il 28 novembre 2006.
- A Londra, in Inghilterra, è stata inaugurata nel 2012, in occasione del Centenario dell'indipendenza dell'Albania dai turchi, un busto e così intitolatagli la piazza omonima.

### Musica
- Il 22 giugno 1718 il compositore Antonio Vivaldi mise in scena al Teatro della Pergola di Firenze il dramma Scanderbeg su libretto di Antonio Salvi.
- Il 27 ottobre 1735 l'Académie Royale de Musique mise in scena a Parigi la tragédie-lyrique Scaderberg [sic], su libretto di Antoine Houdar de La Motte e musica di François Francœur e François Rebel.

### Cinema
- Skanderbeg, di Sergej Iosifovič Jutkevič (1954), fu presentato al Festival di Cannes del 1954 e vinse il titolo come miglior regista.

### Letteratura
Nel 1937 Athanase Gegaj presentò una tesi in francese, nell'Università belga di Louvain, intitolata L'Albanie et l'invasion au XVe siècle.
All'eroe nazionale dell'Albania e alla sua epopea sono riferite decine di leggende e tradizioni locali, e dedicate numerose opere di narrativa: tra queste meritano di essere ricordati il George Kastioti Scanderbeg del 1962 di Naim Frashëri, considerato il fondatore della letteratura nazionale albanese, il romanzo Kështjella ("I Tamburi della Pioggia", lett. "La Fortezza") del 1970, del più noto scrittore contemporaneo albanese, Ismail Kadare. La presenza di Scanderbeg in Italia è stata raccontata nel romanzo storico Skenderbeg - La campagna d'Italia di Alban Kraja. Gli atti eroici di Scanderbeg, di suo figlio Giovanni e di suo nipote "Giorgio Castriota i Ri" sono raccontati sotto forma romanzata nel libro Il mosaico del tempo grande di Carmine Abate.
Nel 2009, Oliver Jens Schmitt pubblicò in tedesco la sua opera "Skanderbeg. Der neue Alexander auf dem Balkan" (Scanderbeg. Il nuovo Alessandro nei Balcani).

## Galleria d'immagini

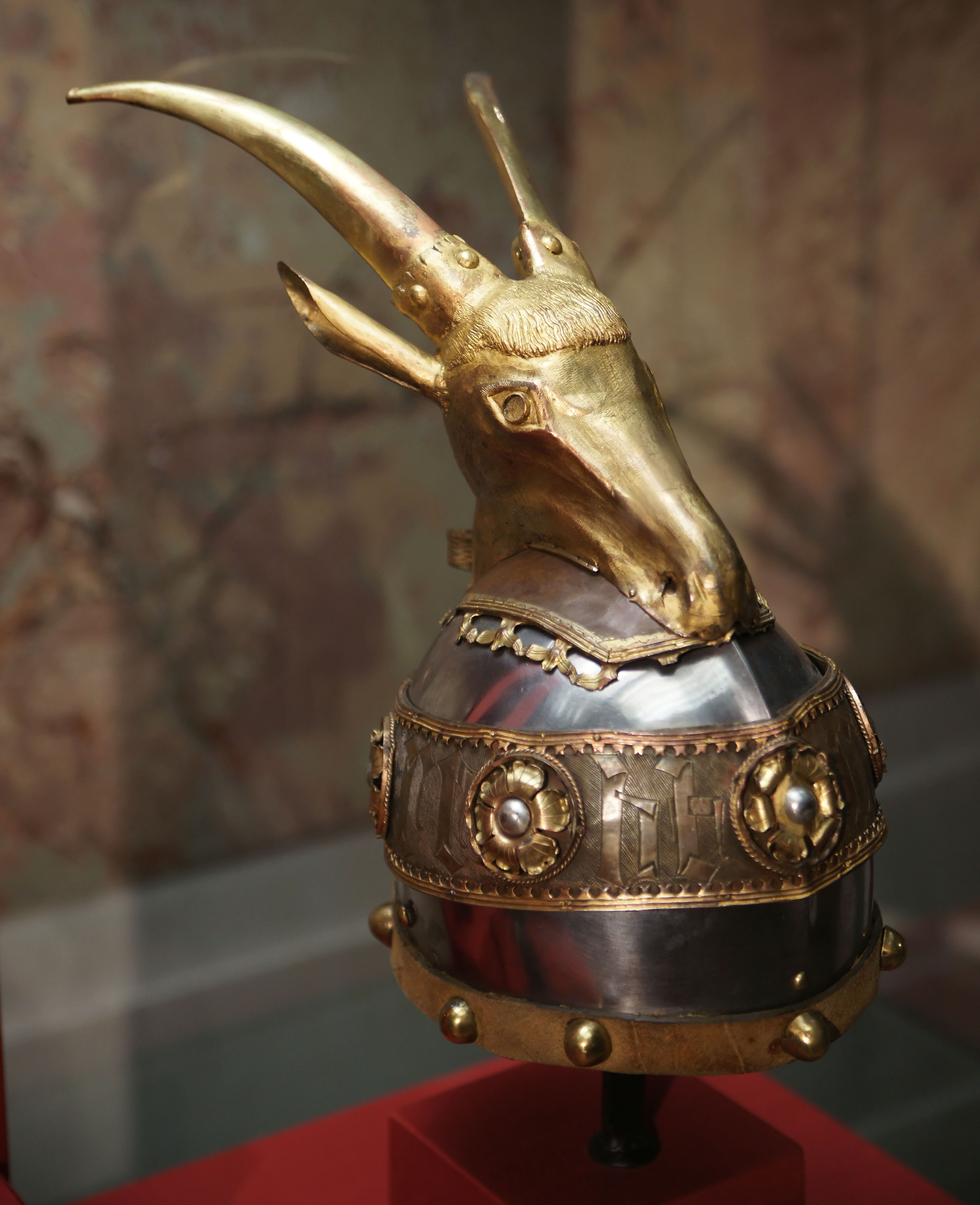
L'elmo di Scanderbeg conservato presso il museo Kunsthistorisches di Vienna.
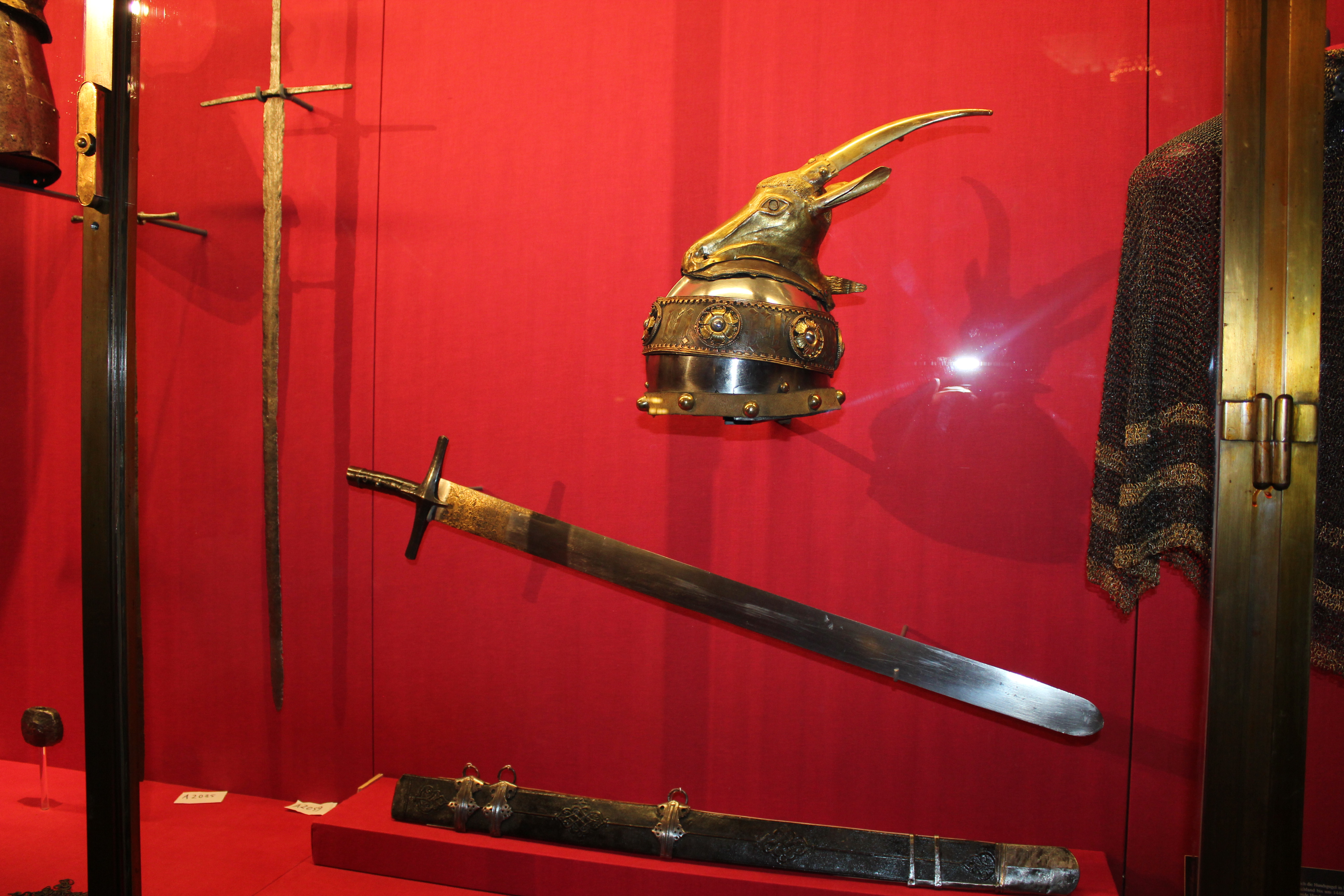
L'elmo e la spada di Castriota, a Vienna.
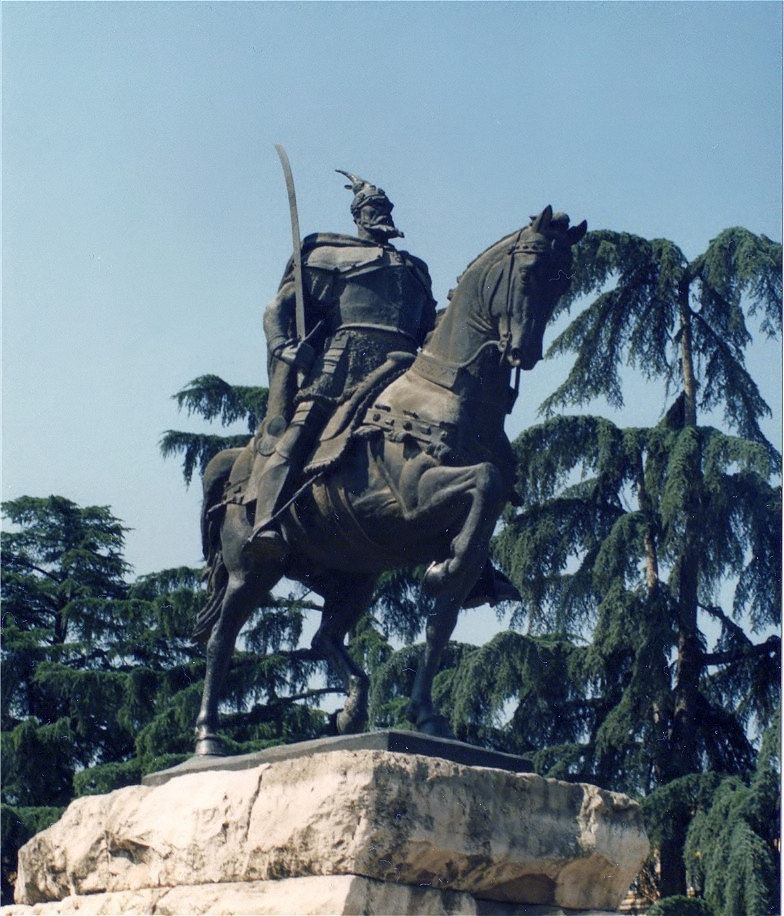
La statua di Giorgio Castriota nella piazza principale di Tirana.
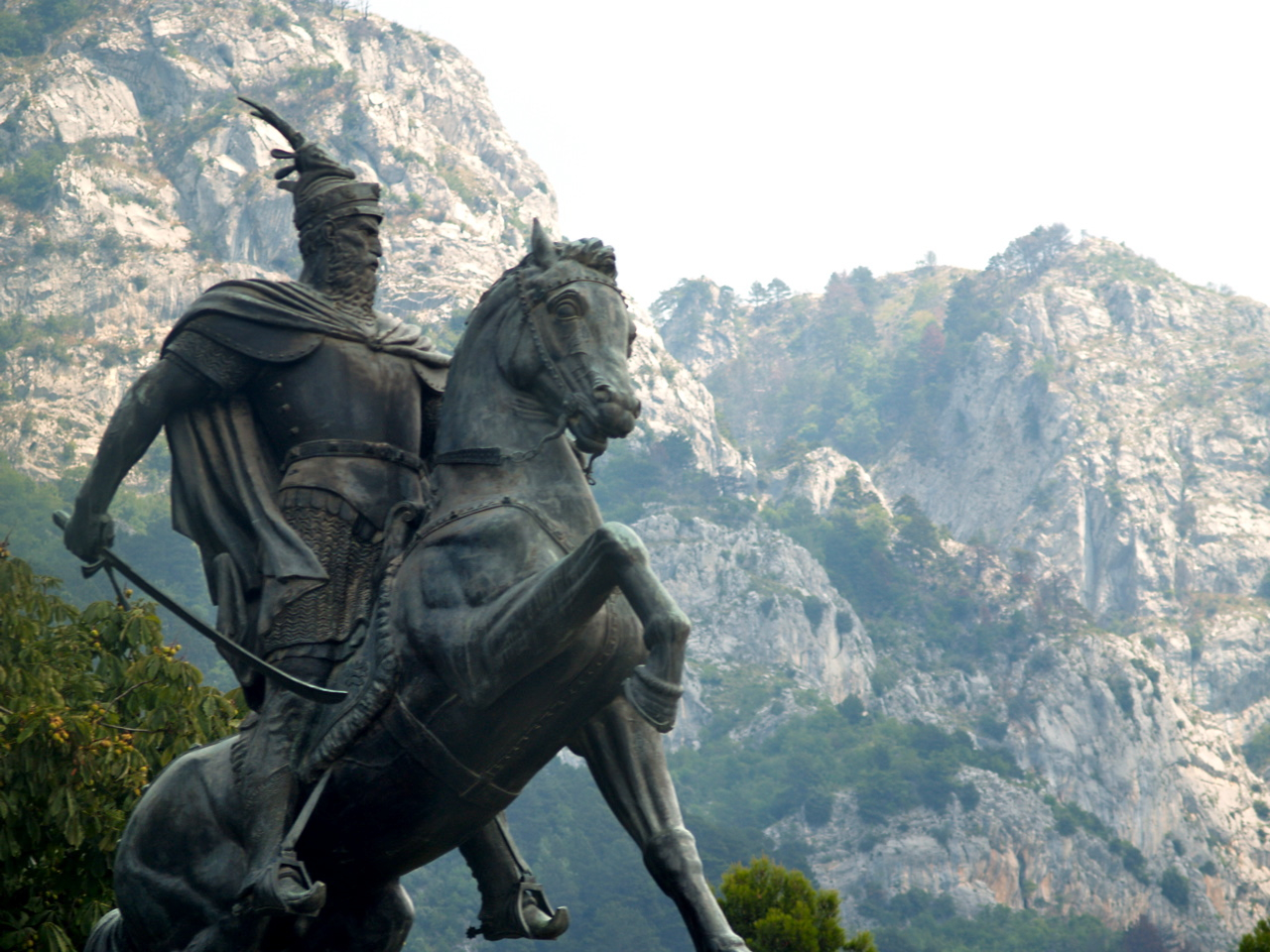
La statua commemorativa di Scanderbeg a Croia, in Albania.
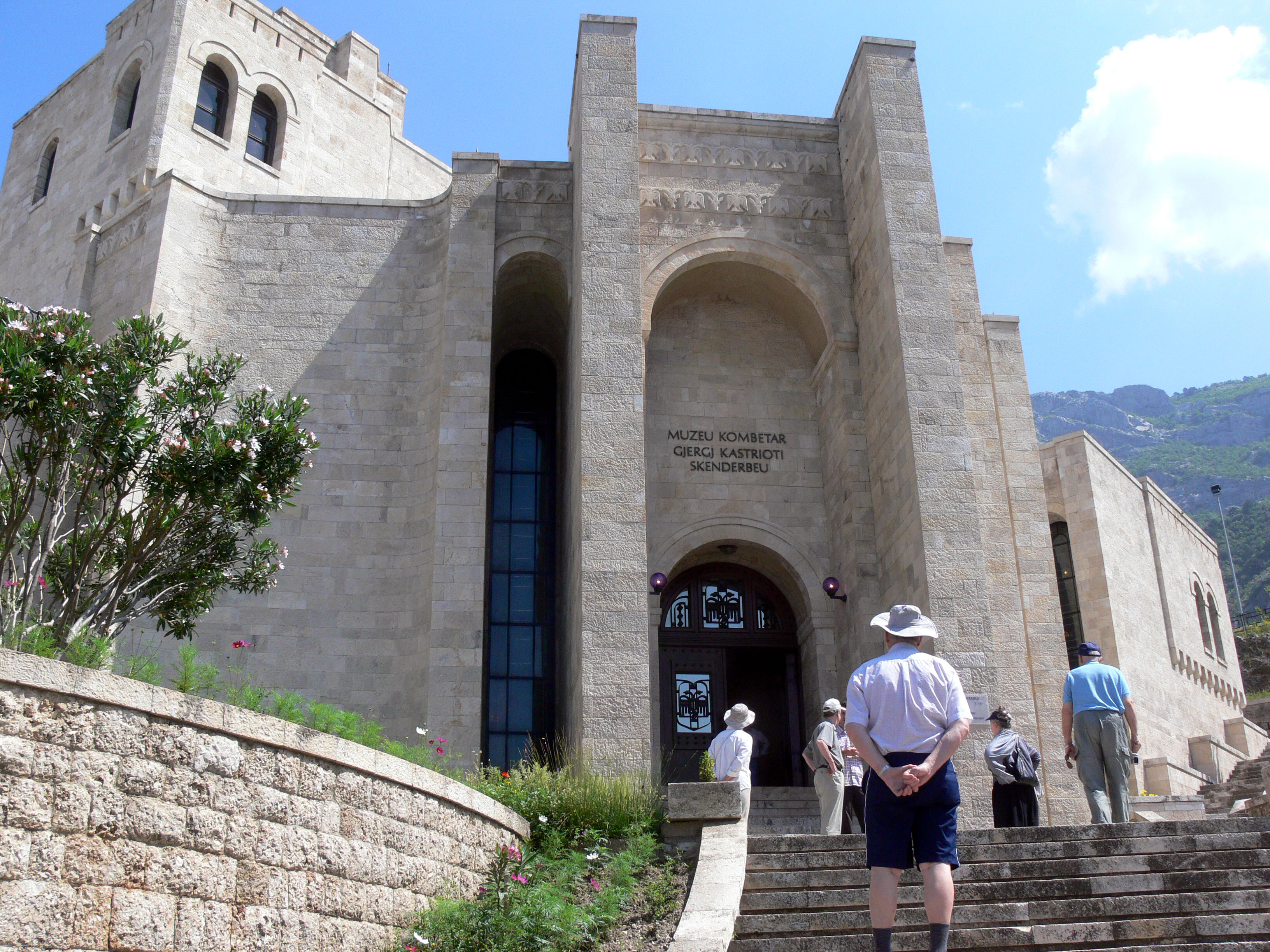
Museo Nazionale Gjergj Kastrioti Skënderbeu, a Kruja.
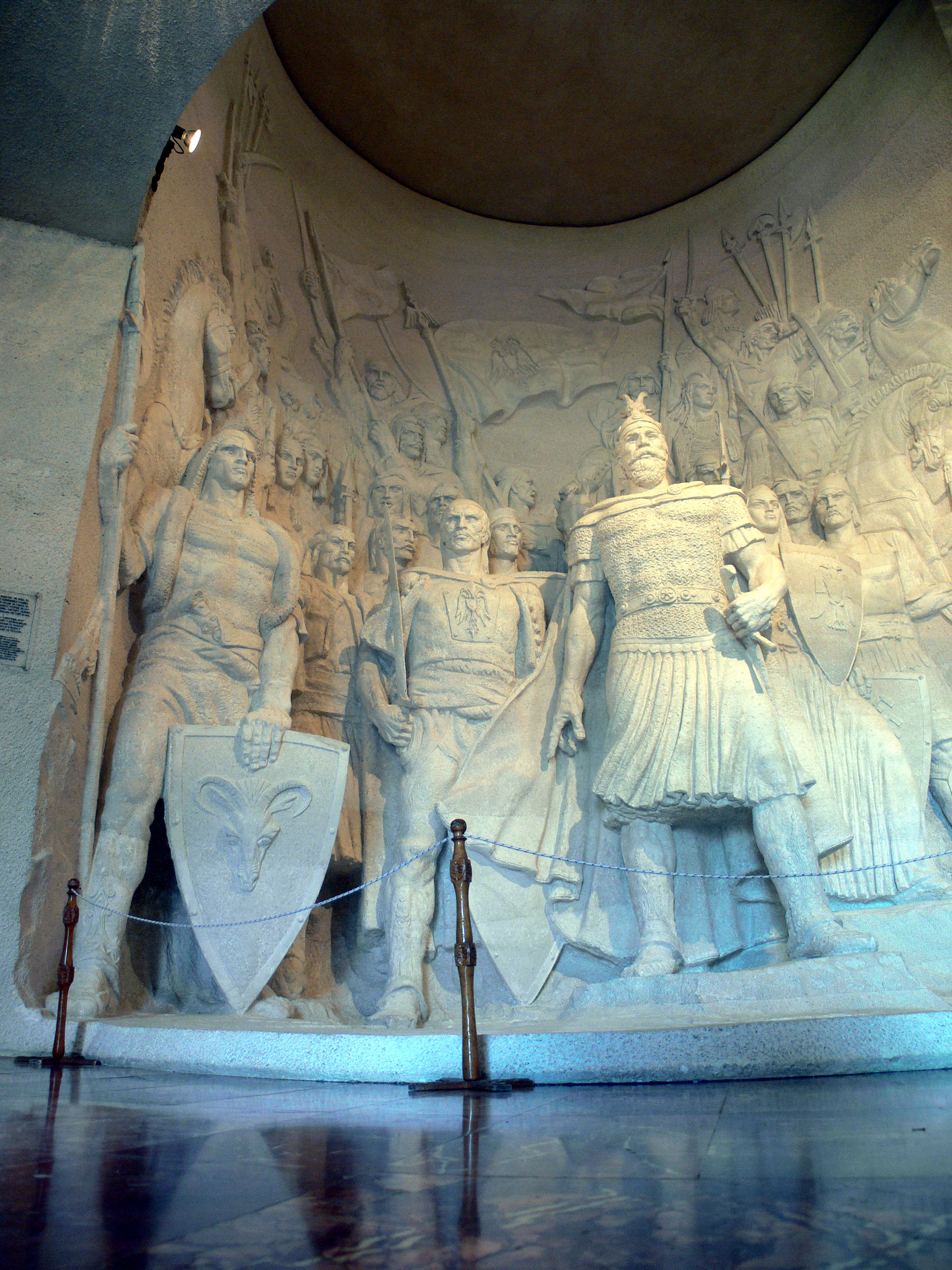
Blocco scultoreo degli albanesi e di Castriota nel Museo a lui dedicato.
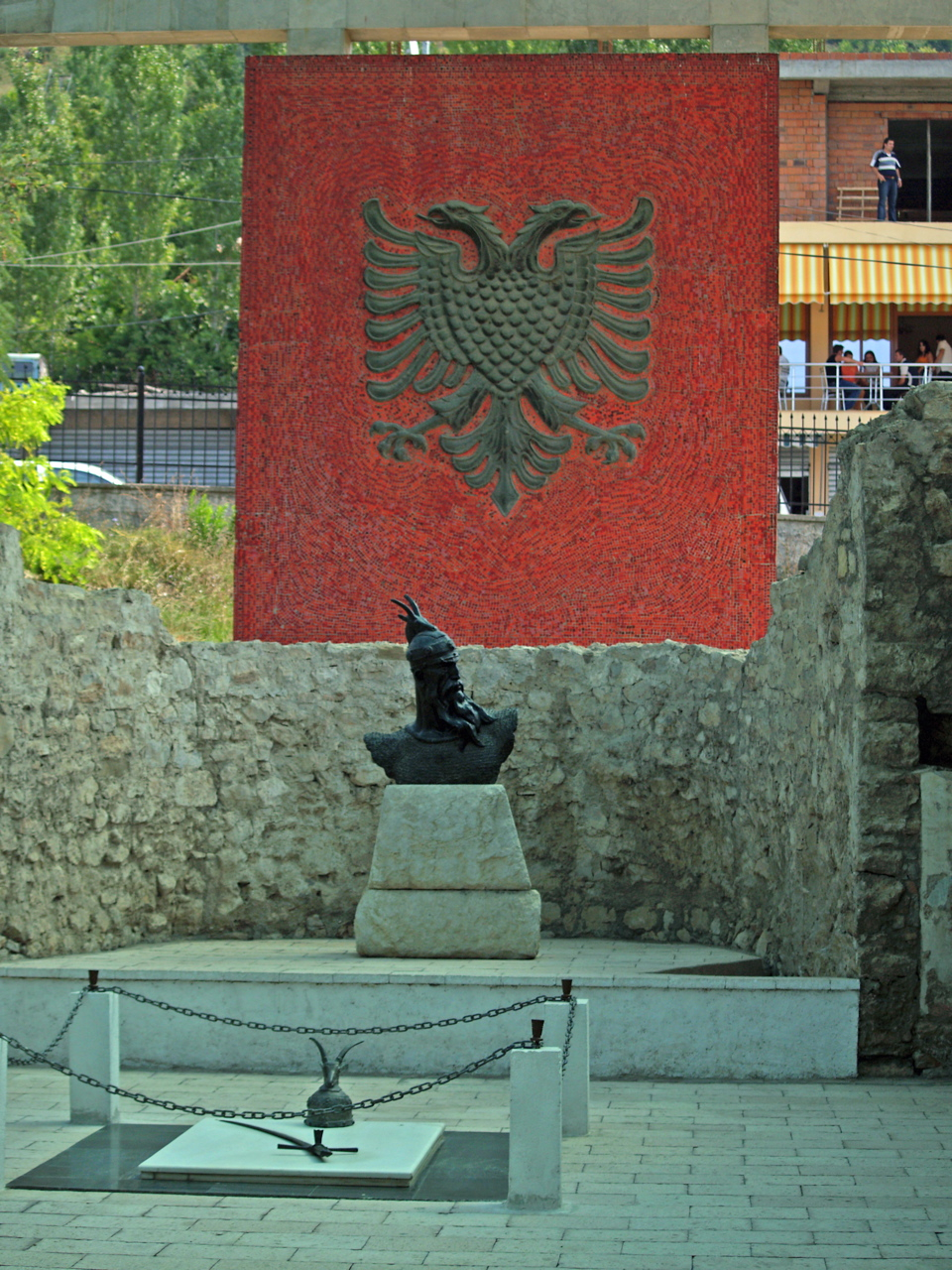
Tomba-Mausoleo di Giorgio Castriota ad Alessio, in Albania.
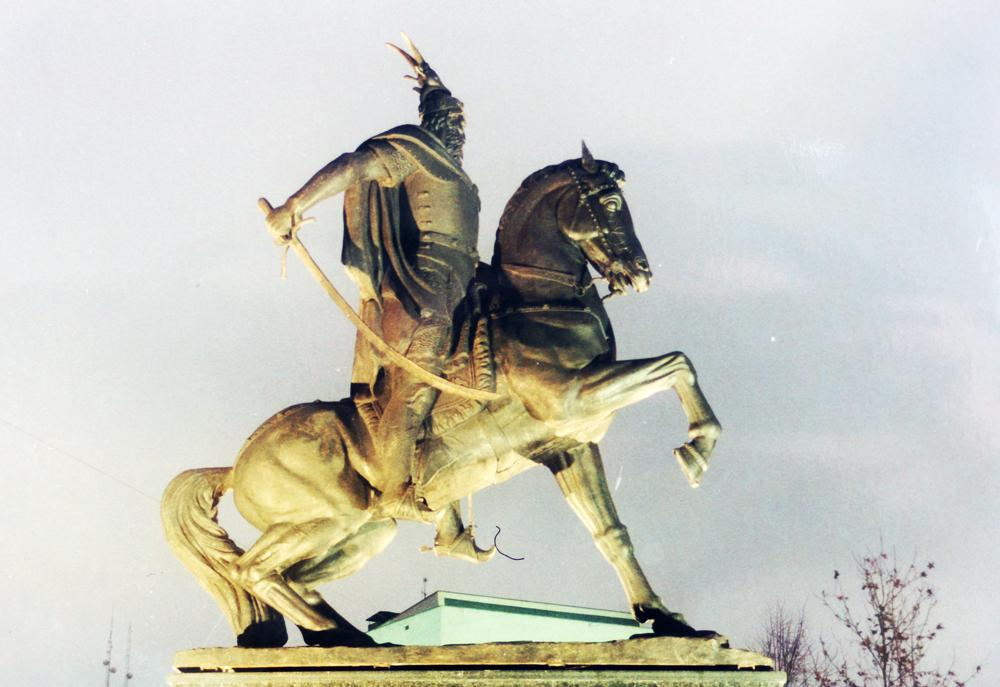
Statua equestre di Castriota Scanderbeg a Pristina, Kosovo.
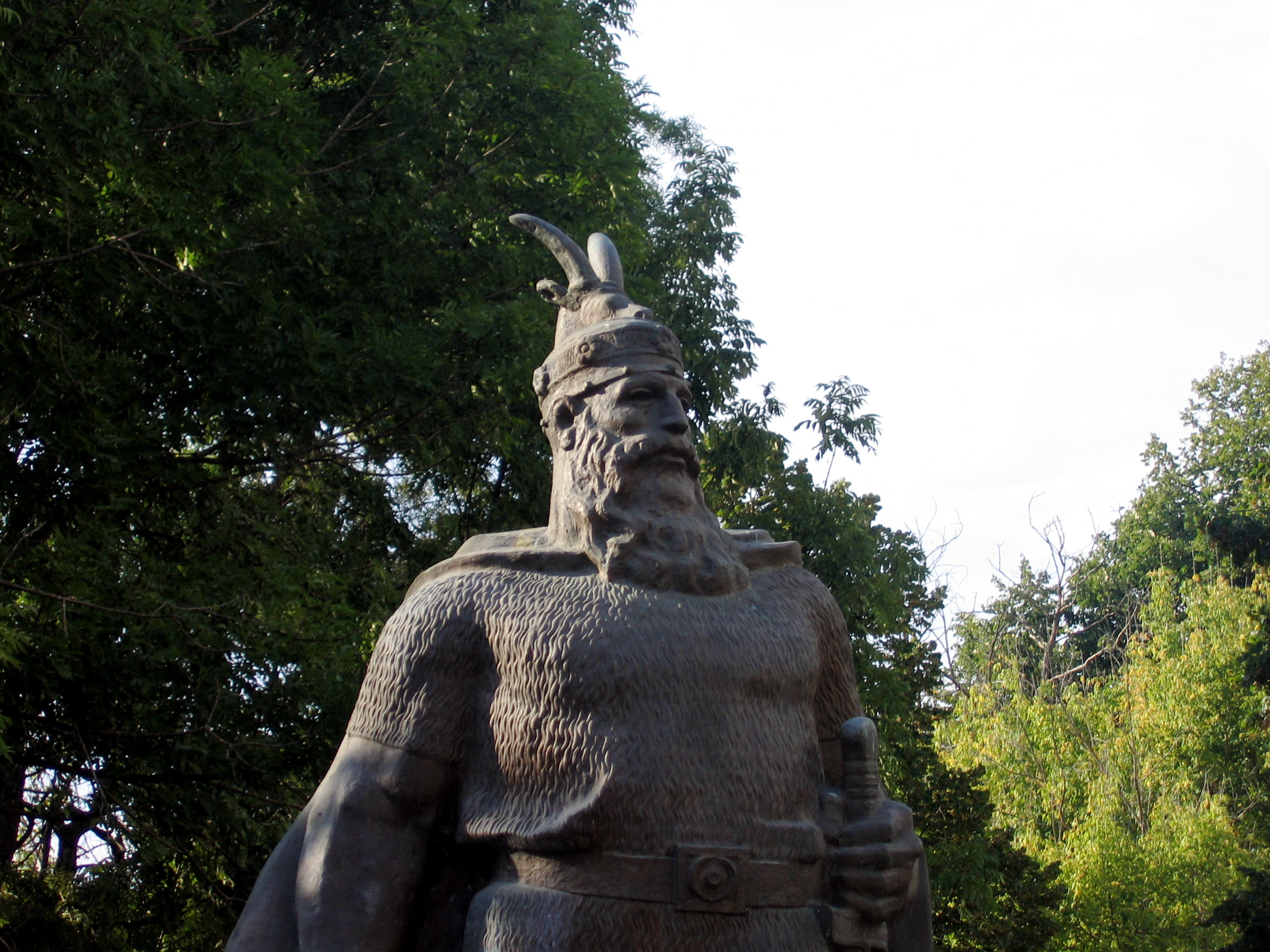
Statua di Castriota Scanderbeg a Debar, Macedonia.
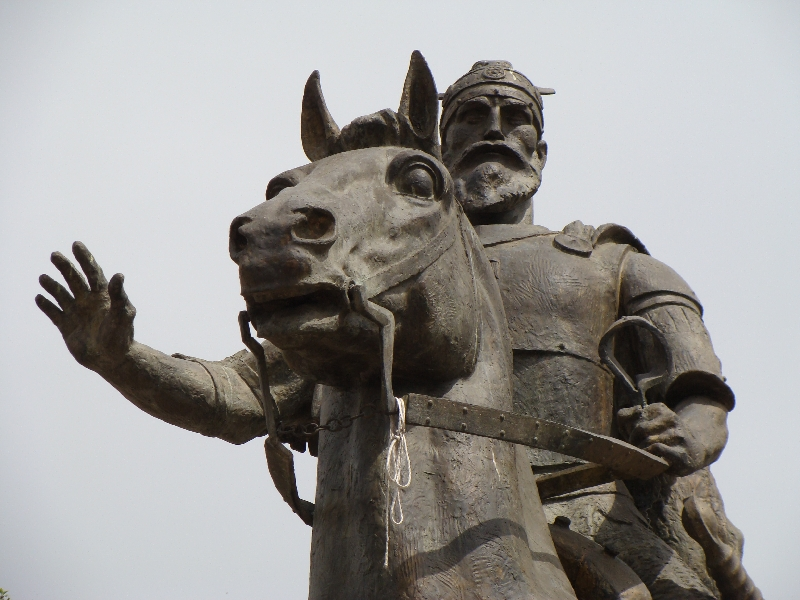
Particolare della statua equestre di Castriota a Skopje, Macedonia.
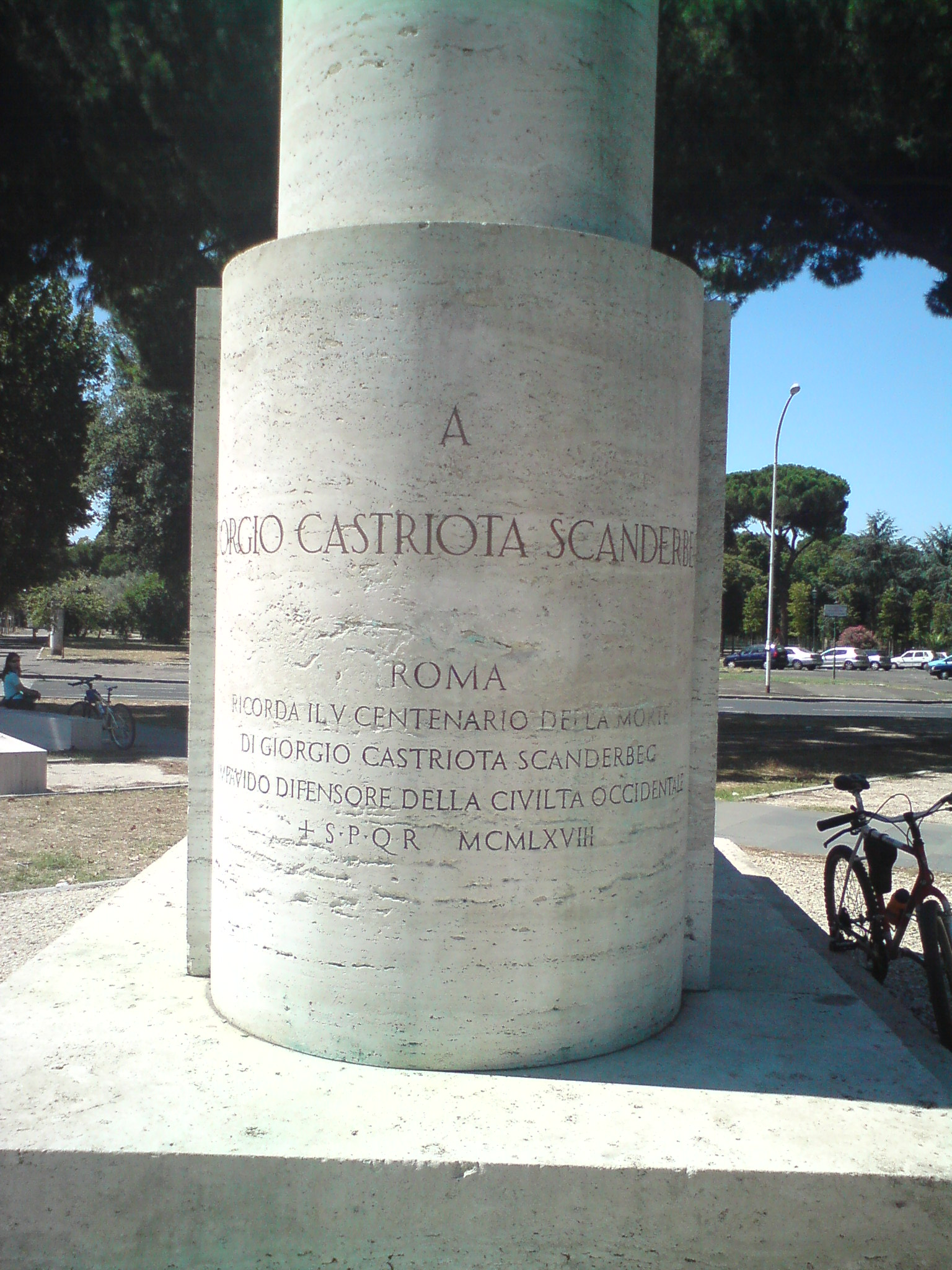
Piedistallo del monumento a Giorgio Castriota, "Impavido difensore della civiltà occidentale", in piazza Albania, a Roma.
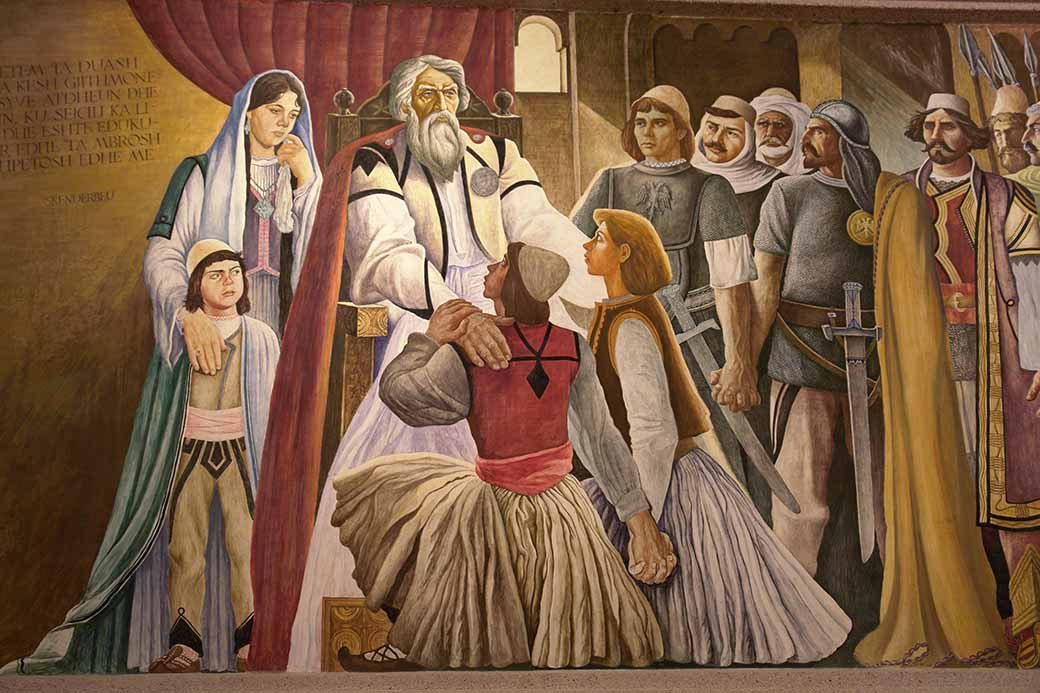
La morte di Scanderbeg, affresco di Niko Progri (1982), Museo di Scanderbeg, a Kruja.
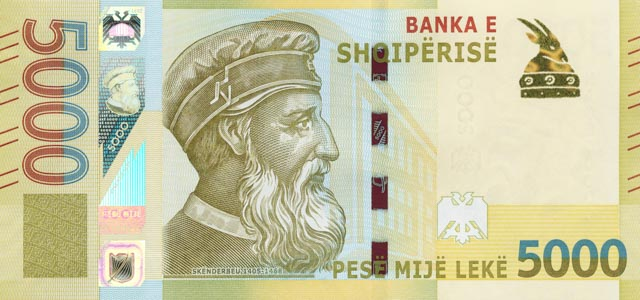
L'effigie di Scanderbeg sulla banconota da 5.000 lek albanesi.